# 日本の歴史
この項目では日本の歴史（にっぽんのれきし/にほんのれきし）について記述する。

## 時代区分
日本の歴史における時代区分には様々なものがあり、定説と呼べるものはない。原始・古代・中世・近世・近代・現代とする時代区分法が歴史研究では広く受け入れられている。この場合でも、各時代の画期をいつに置くかは論者によって大きく異なる。
古代の始期については古代国家の形成時期をめぐって見解が分かれており、3世紀説、5世紀説、7世紀説があり、研究者の間で七五三論争と呼ばれている。中世については、中世を通じての社会経済体制であった荘園公領制が時代の指標とされ、始期は11世紀後半〜12世紀の荘園公領制形成期に、終期は荘園公領制が消滅した16世紀後半の太閤検地にそれぞれ求められる。近世は、太閤検地前後に始まり、明治維新前後に終わるとされる。近代の始期は一般に幕末期〜明治維新期とされるが、18世紀前半の家内制手工業の勃興を近代の始まりとする考えもある。さらに、第二次世界大戦での敗戦をもって近代と現代を区分することもあるが、最近は日本史においても、近代と現代の境目は冷戦構造が崩壊して、バブル崩壊で右肩上がりの経済成長が終わった1990年前後に変更すべきという意見もある。（以上の詳細→古代、中世、近世、近代、現代）
上記のような時代区分論は、発展段階史観の影響を少なからず受けており、歴史の重層性・連続性にあまり目を向けていないという限界が指摘されている。そのため、時代を区分する対象ではなく移行するものとして捉える「時代移行論」を提唱する研究者も現れ始めている。
一般によく知られている時代区分は、主として政治センターの所在地に着目した時代区分である。この時代区分は明確な区分基準を持っている訳ではなく、歴史研究上の時代区分としては適当でない。単に便宜的に用いられているに過ぎない時代区分である。文献史料がなく考古資料が残る時代は、考古学上の時代区分に従い、旧石器時代・縄文時代と区分する。文献史料がある程度残る時代以降は政治の中心地の所在地に従って、弥生時代後期〜古墳時代 (大阪市)・飛鳥時代（明日香村）・奈良時代（奈良市）・平安時代（京都市）・鎌倉時代（鎌倉市）・室町時代（京都市）・安土桃山時代（近江八幡市・京都市伏見区）・江戸時代（東京23区・旧東京市）と区分する。ただこれだけでは必ずしも十分でないため弥生時代後期から飛鳥時代前期に大和時代、鎌倉時代の後に建武の新政、室町時代前期に南北朝時代、室町時代後期に戦国時代、江戸時代後期に幕末という区分を設けており、このうち南北朝時代と戦国時代は中国の歴史の時代区分からの借用である。江戸時代の次は、天皇の在位期間（一世一元の制）に従って明治時代（明治天皇）・大正時代（大正天皇）・昭和時代（昭和天皇）・平成時代（明仁）・令和時代（徳仁）と呼ばれている。これらのうち、明治維新から1947年（昭和22年）5月2日までの時代（明治時代・大正時代・戦前昭和時代）を「大日本帝国時代」と、政体（憲法）に因んで呼ぶ例もある。また、北海道・北東北、南西諸島などの周縁部については、→日本史時代区分表）。
また、文化面に着目して、縄文文化・弥生文化・古墳文化・飛鳥文化・白鳳文化・天平文化・弘仁・貞観文化・国風文化・院政期文化・鎌倉文化・北山文化・東山文化・桃山文化・元禄文化・化政文化などが用いられる。

## 原始

### 旧石器時代

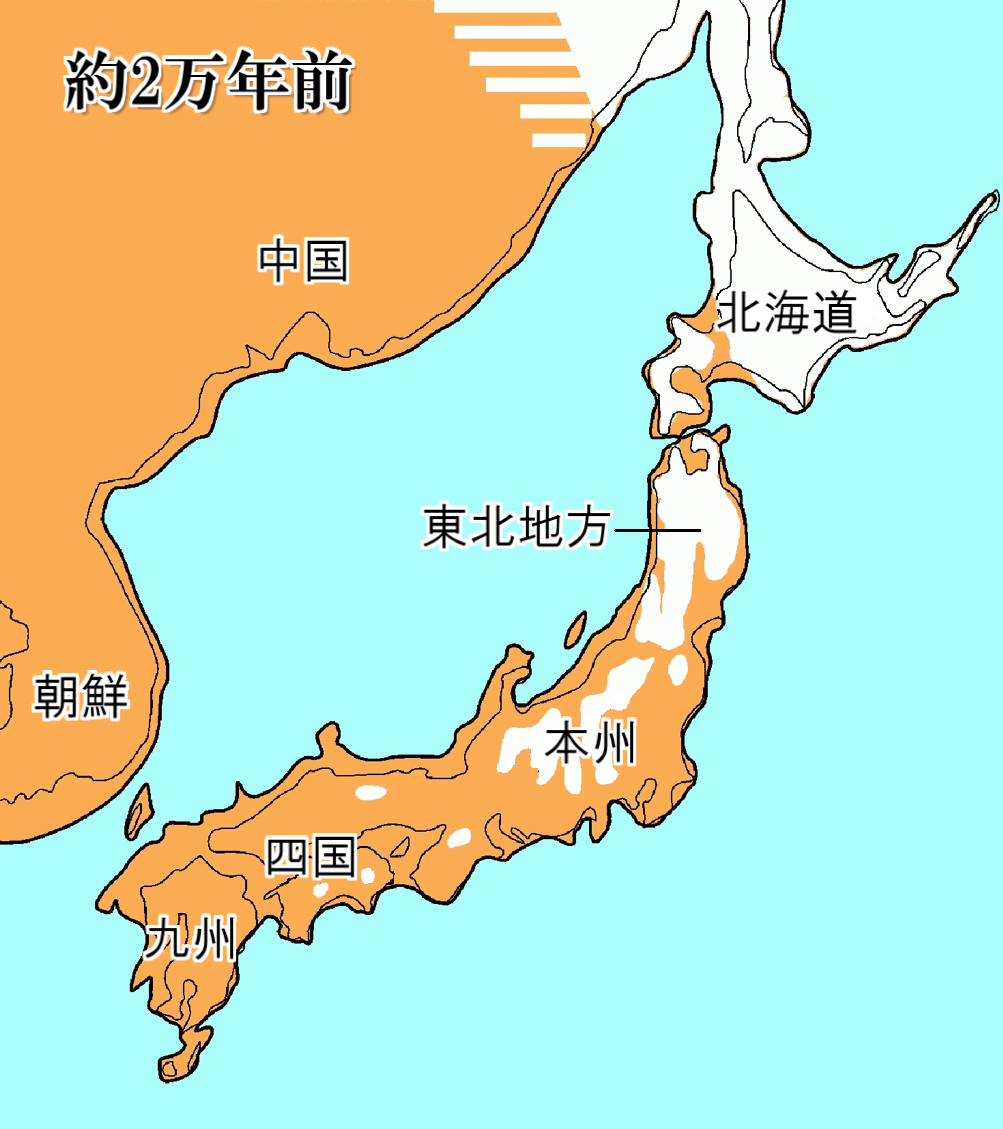
約2万年前の氷期最後の更新世後期の日本の高度地図
海面上の地域
植物の生息していない地域
海
黒線は現代の海岸線を示す

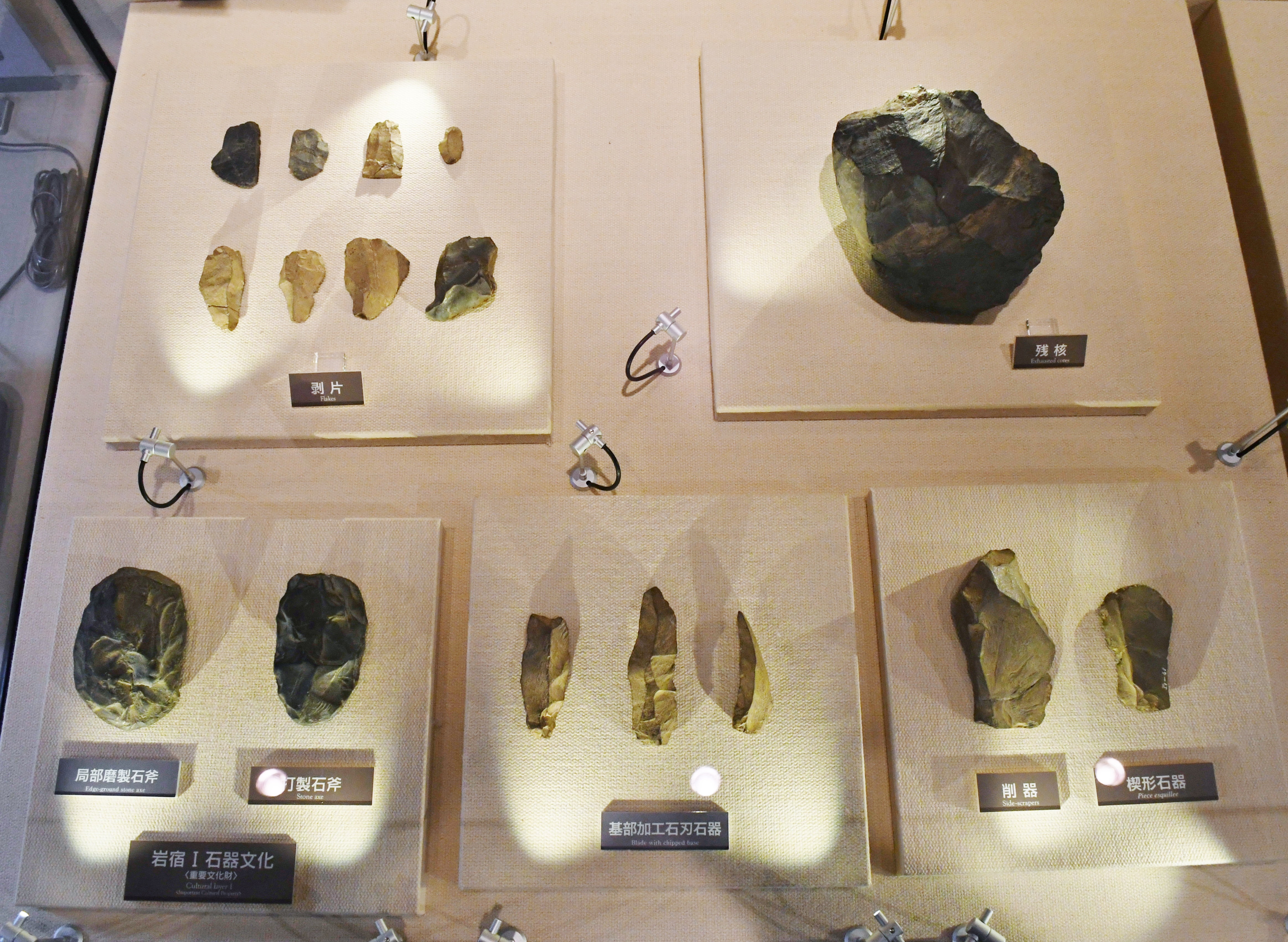
群馬県みどり市の岩宿遺跡第1文化層出土の石器（明治大学博物館）。

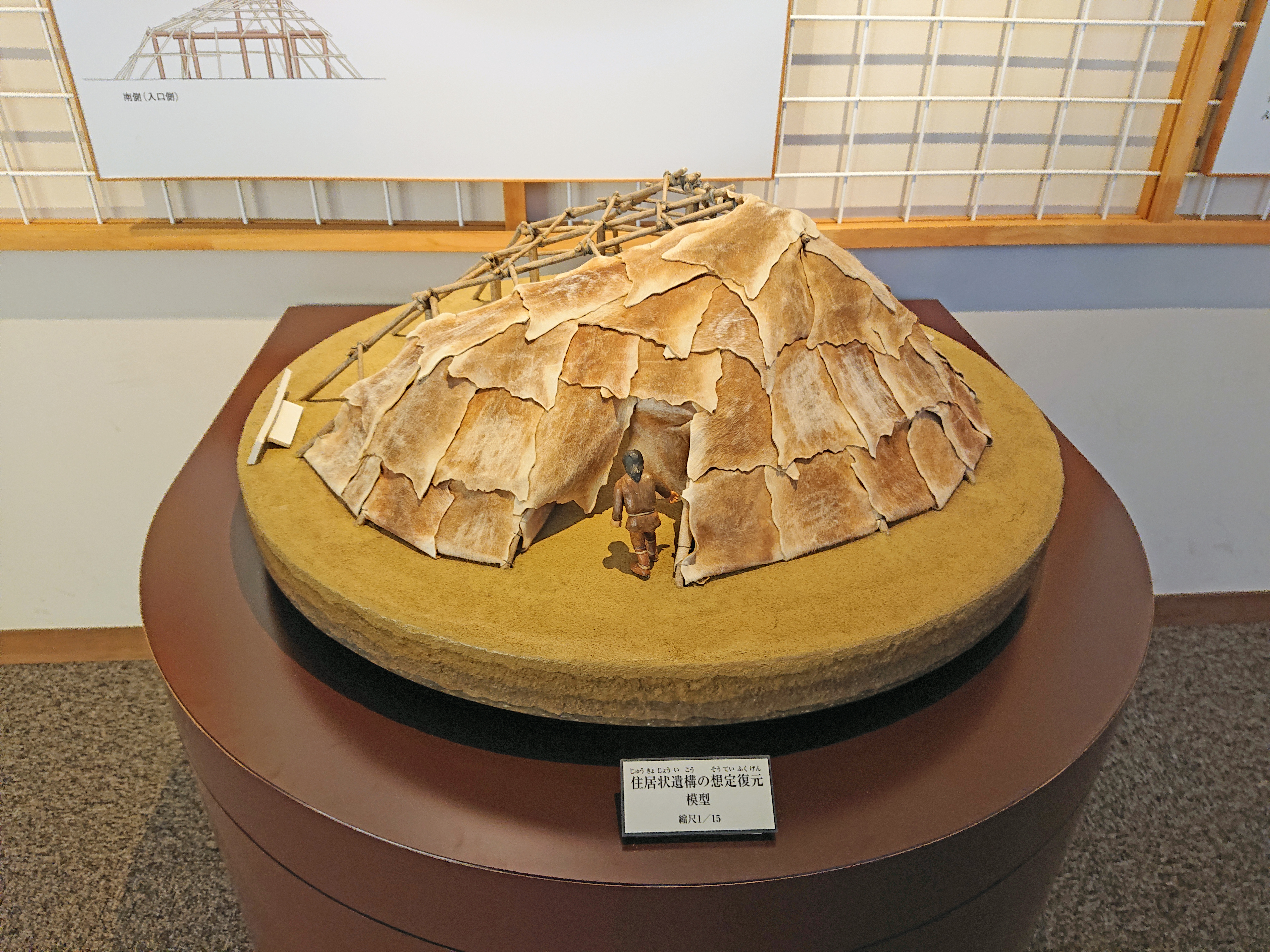
神奈川県相模原市、田名向原遺跡の旧石器時代平地建物の復元模型（旧石器ハテナ館）

日本列島における人類史の始まり、つまり日本列島に初めて人類が到達した年代については、現在も多くの議論が行われている。5万年前、あるいは8-9万年前に遡るとされる岩手県遠野市の金取遺跡出土石器や、島根県出雲市の砂原遺跡出土石器の分析結果から、12万年前に遡るとする見解もあれば、現世人類（ホモ・サピエンス）以前の人類による列島への渡航能力と時期の問題や、石器の出土した土層の年代測定上の問題などから、4万年前以前に遡る可能性に否定的な見解などがあり、2020年代現在でも意見が分かれている。少なくとも現状では、日本列島の旧石器時代遺跡で、4万年前以前に遡る可能性が指摘されているものに、全ての旧石器時代研究者が肯定するものは存在していないとされる。
現生人類の最初の到来は、4-3.5万年前と考えられている。この時代の人々は、集落を造って一定の場所に長期間留まることをせず、テントのような簡易な住まいで寝泊まり（キャンプ）しながら集団で狩猟採集をして移動を繰り返す「遊動生活」をしていたと考えられている。後期旧石器時代の初期（4～3万年前）には、大規模な集団キャンプ跡と見られる環状ブロック群と呼ばれる遺構が出現し、千葉県印旛郡酒々井町の墨古沢遺跡や、長野県上水内郡信濃町の日向林B遺跡（野尻湖遺跡群の1つ）などの事例が知られる。
約4-3万年前の人々は、台形様石器を用いたほか、日向林B遺跡などで世界最古とされる磨製石器（局部磨製石斧）が多数発見されており、既に列島では独自の磨製石器を使用していたと見られる。大分県豊後大野市の岩戸遺跡からは、約2万4千年前のものと見られるこけし型の岩偶が出土しており、旧石器時代にも何らかの信仰があったことがうかがえる。
古く北海道と九州方面は大陸と地続きでありナイフ形石器と呼ばれる石器が列島全域で広く使用された。このナイフ型石器は北海道では出土していない。
この時代に属する遺跡は列島全体で1万箇所以上発見されているが、建物（竪穴建物や平地建物）の遺構が検出される事例は極めて稀で、確実に建物（住居）跡とみて良いものは、約2万2千年前の大阪府藤井寺市のはさみ山遺跡の例や、約2万年前の神奈川県相模原市の田名向原遺跡の例など、10例程度しか発見されていない。
約2万年前にはシベリアから新たに細石刃と呼ばれる石器が北海道に伝わり、主に北日本で広がり、また約1万4千年前頃には別の型の細石器が大陸から九州に伝わり、西南日本で広がったものと思われる。
約1万2千年前頃、最終氷期が終わり急激な地球温暖化による海面上昇が始まると、日本列島はアジア大陸から分離した。これにより、人々の文化や生活に大きな変化が生じ、南西諸島を除いて、次の縄文時代へ移行していった。
旧石器時代人の遺伝子としてハプログループD-M64.1(M55)、ハプログループC-M8が想定されている。

### 縄文時代

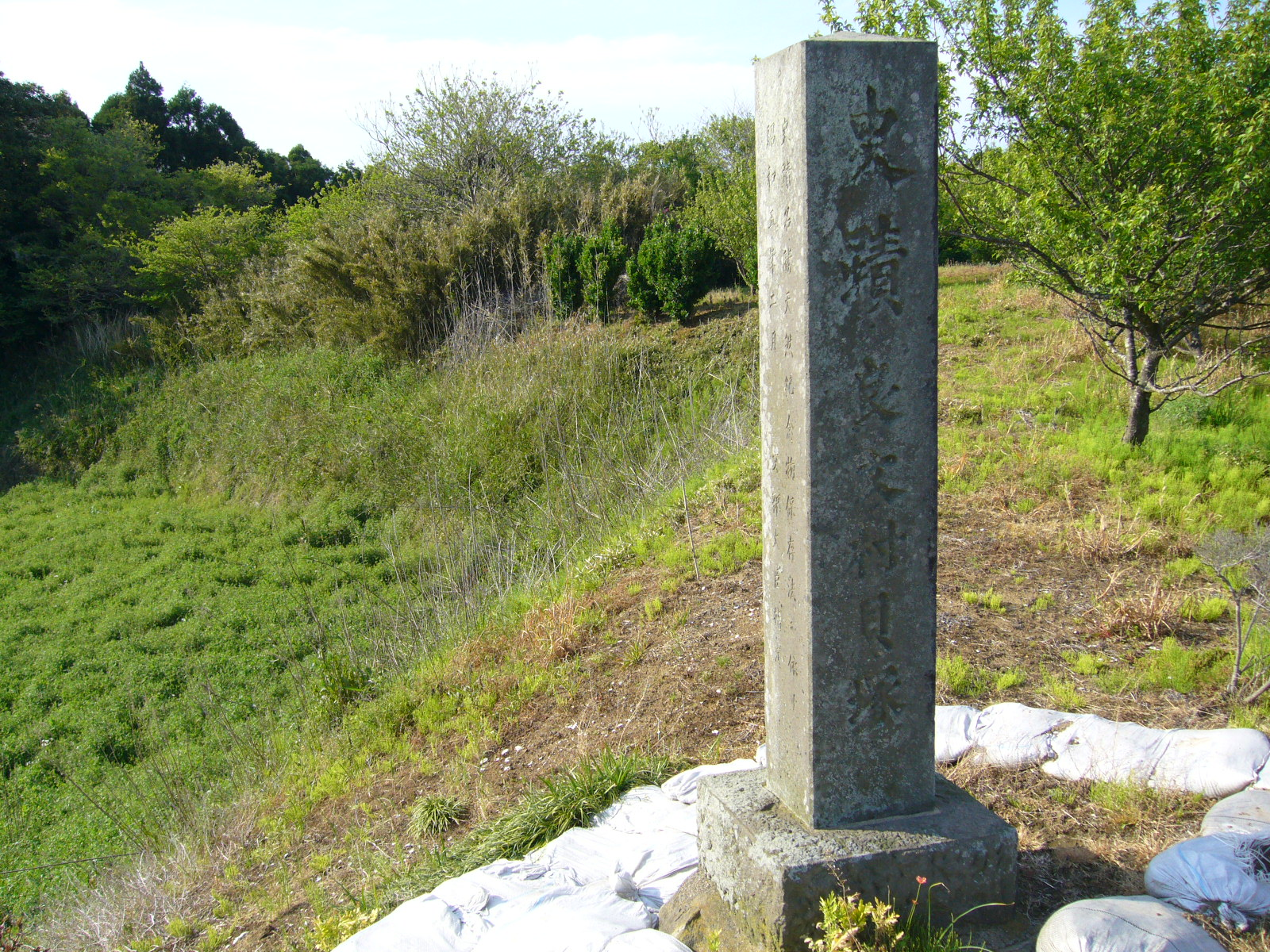
良文貝塚（千葉県香取市）

縄文時代（じょうもんじだい）は、年代でいうと今から約1万6,500年前（紀元前145世紀）から約3,000年前（紀元前10世紀）、地質年代では更新世の末期から完新世にかけて日本列島で発展した時代であり、世界史では中石器時代ないし新石器時代に相当する時代である。旧石器時代と縄文時代の違いは、土器の出現や、定住化に伴う集落（環状集落など）の形成、長期使用可能な建物（竪穴建物・平地建物・掘立柱建物）の普及、貝塚の形成などがあげられる。
草創期・早期・前期・中期・後期・晩期の6期に区分される。この頃の日本列島人は縄文土器を作り、早期以降定住化が進んで主に竪穴建物に住んだ。縄文土器については、青森県大平山元I遺跡にて約1万6,500年前の世界最古と言われる土器が発見されている。弓矢を用いた狩猟、貝塚に見られる漁撈、植物の採集などで生活を営み、打製石器、磨製石器、骨角器などを用いた。
雑穀や堅果などの栽培も行われたとする仮説も提示されており、野生のイヌビワから穀物のヒエへの栽培化のプロセスが追跡できるとする研究や、クリの選択が行われて栽培化の動向がうかがわれるとされる研究も公表されている。稲作については、約6,000年前の岡山県朝寝鼻貝塚から稲作を行っていた証拠が見つかり、縄文時代前期から稲作が行われていたことが判明した。
縄文人の主要な遺伝子として、ハプログループD-M64.1(M55)、ハプログループC-M8が想定されている。

### 弥生時代

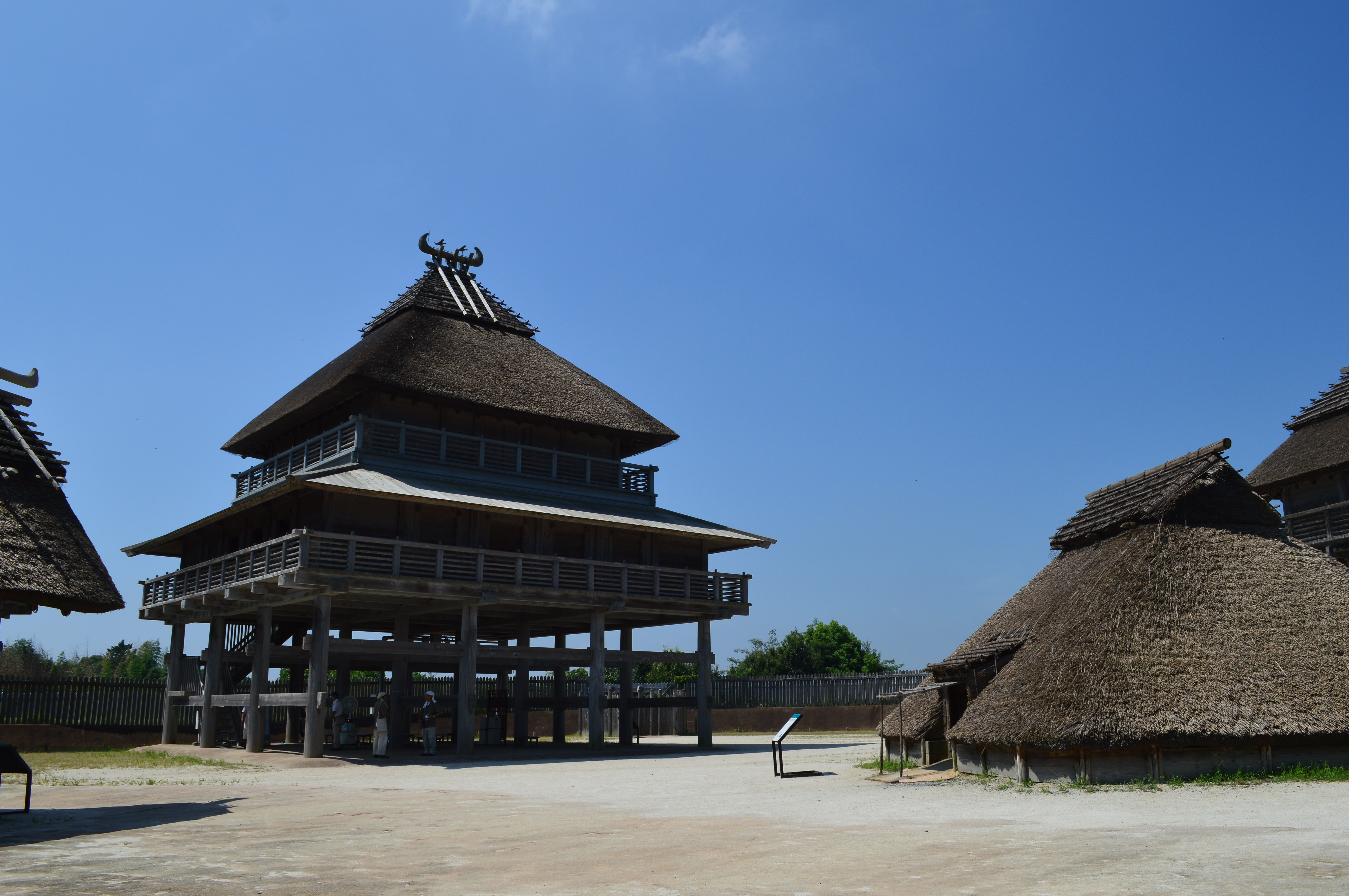
吉野ヶ里遺跡北内郭の大型建物

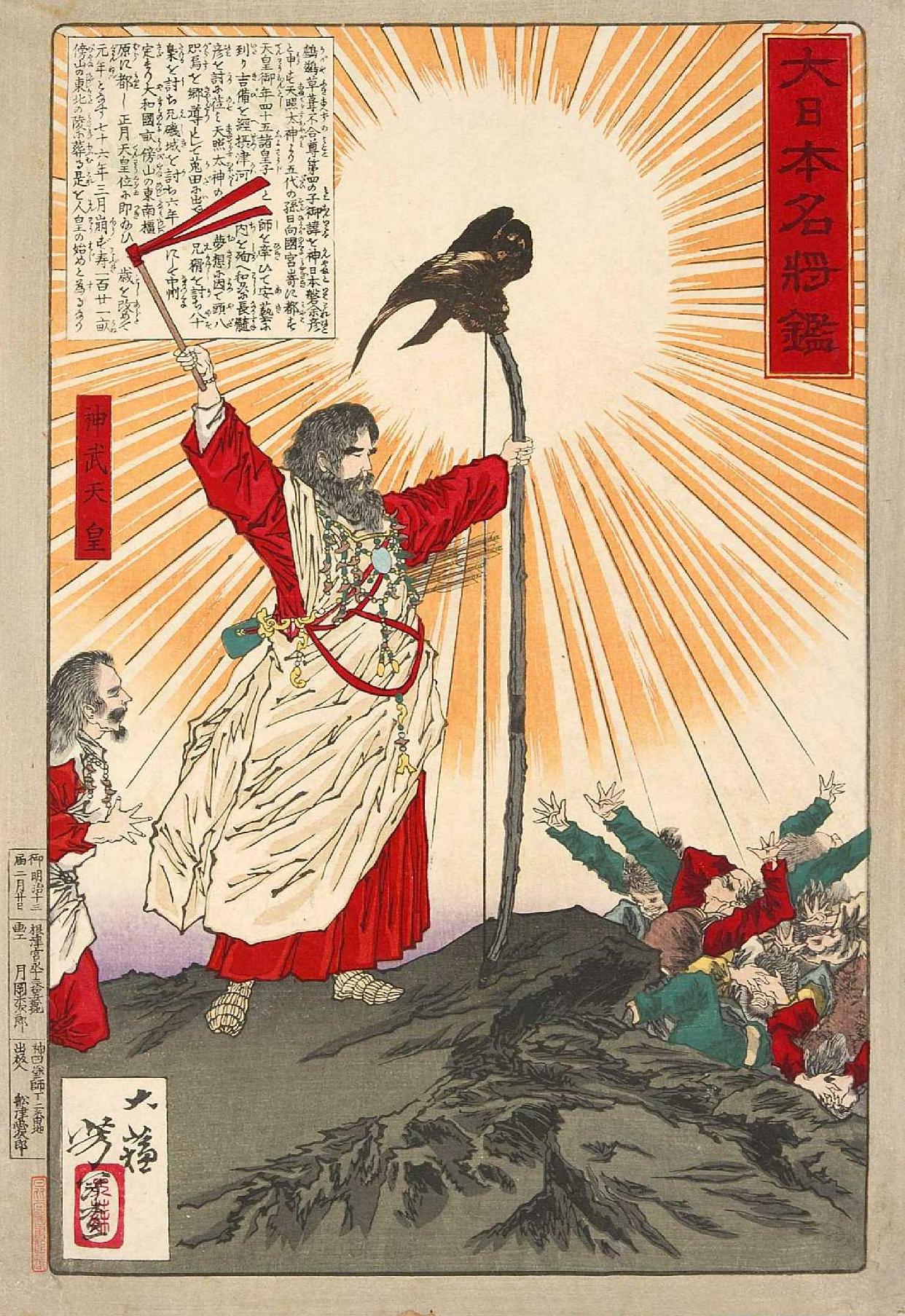
戦前の歴史学では初代神武天皇は西暦紀元前660年元旦（旧暦。新暦では2月11日にあたる）に日本国を建国したとされた。そのため日本国内では2月11日を建国記念の日として制定している。

紀元前10世紀頃から紀元後3世紀頃までは弥生時代と呼ばれる。時代区分名称は、この時期に特徴的に見られた弥生土器に由来する。弥生時代の開始期に大陸から弥生人が到達した。水稲耕作が普及し、青銅器や鉄器などももたらされた。
稲作を中心とする農耕社会が成立し、北部九州から本州最北端以北を除く日本列島各地へ急速に広まった。農耕社会の成立によって地域集団が形成された。農耕社会の発展とともに地域集団は大型化していき、その中心部には環濠集落が営まれた。当時多く築造された弥生墳丘墓は大型地域集団の首長墓と見られ、身分差が生じ始めていたことの現れだと考えられている。
当時の日本列島は中国から倭・倭国と呼ばれた。大型地域集団の中には中国王朝と通交するものもあり中国から「国」と称された。紀元前後には100前後の「国」が中国と通交していたとされる。倭の奴国王は後漢へ通使し金印を授与された。大型地域集団は次第に政治的な結合を強めていき、倭国連合と呼びうる政治連合体を2世紀初頭頃に形成した。その盟主は倭国王と称し、最初期の倭国王に帥升がいる。しばらく倭国は政治的に安定していたが、2世紀後半に倭国大乱と呼ばれる内乱が生じ、その後邪馬台国の卑弥呼が倭国王となった。卑弥呼は魏との通交により倭国連合の安定を図った。この時期の倭の状況は中国の史料で確認できるが(→倭・倭人関連の中国文献)、邪馬台国などが後のヤマト王権とどのように関係するかは不明である。
第二次大戦前までは『日本書紀』の歴代天皇在位年数を元に逆算すると西暦紀元前660年に相当するとされ、初代神武天皇の即位（日本国の建国）とされる年はこの時代の前半にあたるとされていたが、戦後の歴史学では一般的でない。
寒冷な北海道・北東北地方においては水田耕作が受容されず、続縄文時代に移行した。
弥生時代以降、ハプログループO-M122の渡来人が到達したとされる。

## 古代

### 古墳時代

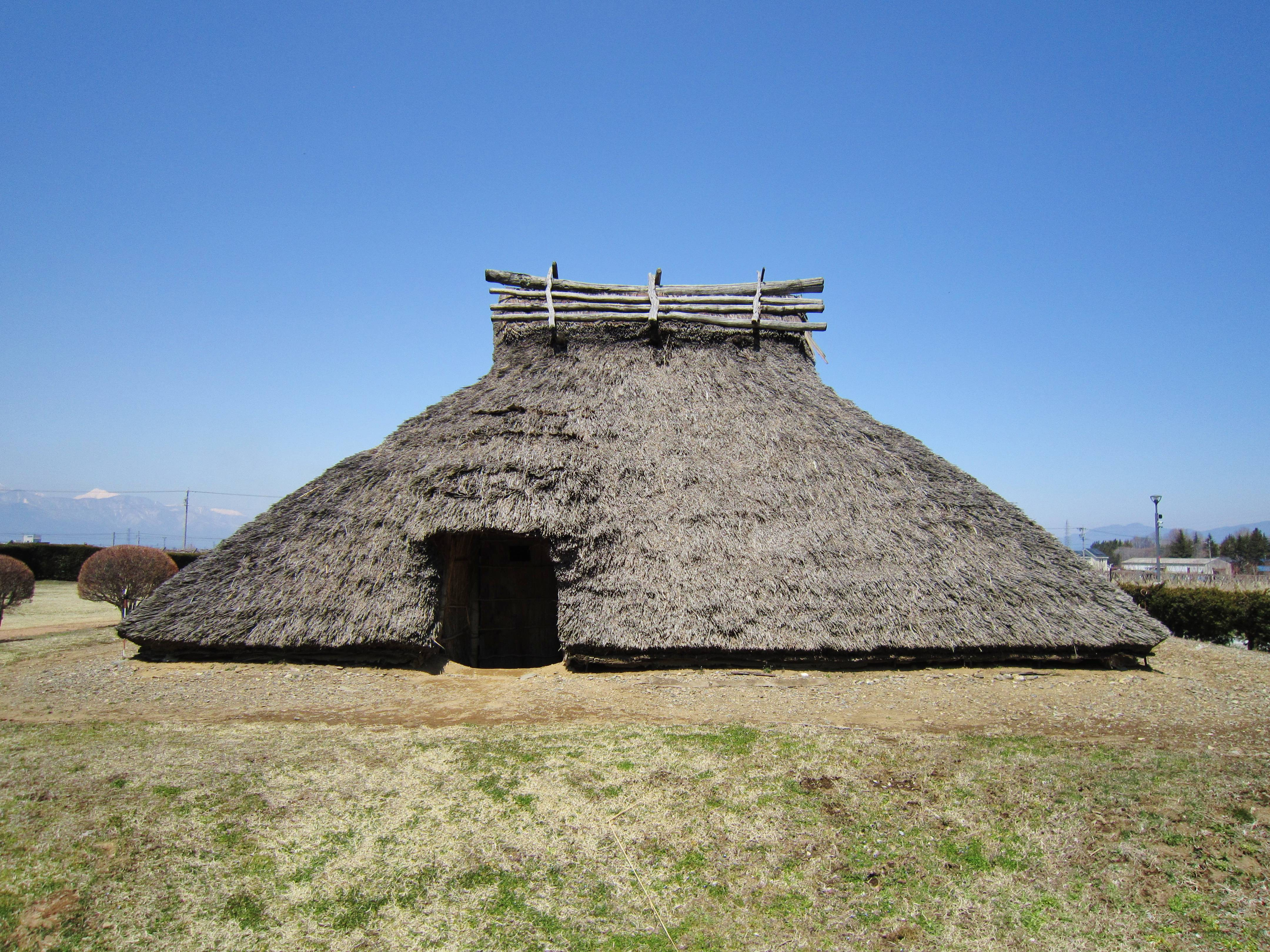
平出遺跡公園にある、復原された古墳時代（西暦600年）の竪穴建物。

3世紀中後半から7世紀頃までは古墳時代と呼ばれる。この時期に通称古墳人が渡来したという説がある。3世紀中頃に近畿地方に出現した前方後円墳とそれに伴う墓制が急速に列島各地に広まっており、このことは畿内（ヤマト）・北部九州（筑紫）・北関東（毛野）・山陽（吉備）・山陰（出雲）に並立していた地域政治集団が糾合してヤマト王権を形成したことを表していると考えられている（前方後円墳体制）。ただし、これは初期国家と呼べる段階にはなく、王権の連合（連合王権）と見るのが適切とされている。この王権が後に国家としての体制を整え、さらに大和朝廷と称される政権に発展するが、どの時期以降をもって朝廷と呼ぶべきかに関しては、なお議論がある。
4世紀頃は文献での記述が途絶え「空白の4世紀」と呼ばれる。4世紀後半からヤマト王権は、列島主要部の支配を固めるとともに武器・農具の原料である鉄資源を求めて朝鮮半島への進出を開始し、半島諸国の国際関係にも介入するようになったが、これを契機として朝鮮や中国の技術と文物が倭国へ流入した。新羅や高句麗とも戦争を繰り返した。（倭・高句麗戦争、倭・倭人関連の朝鮮文献）
5世紀に入るとヤマト王権は朝鮮半島諸国との関係を優位にすべく朝貢することで、その目的に相応しい官爵を求めて中国の南朝との通交を活発に行った。中国史書に名の残るこの時期のヤマト王権の首長を倭の五王という。
倭の五王最後の倭王武に現時点で比定されているのは、大泊瀬幼武尊（おおはつせわかたけるのみこと）であり、後世雄略天皇（470年頃治世）と諡（おくりな）されている人物である。このころより、大王や治天下大王と称するようになる。また朝鮮半島での勢力拡大を思うように行えなかったことから、それを目的にしていた中国の王朝への朝貢も行われなくなった。この時期の前方後円墳は、特に規模が巨大化しており強力な王権の存在を示している。
倭の五王の後、5世紀後半から6世紀前半にかけて、ヤマト王権では混乱が見られた。しかし北陸・近江根拠地の傍系王族から即位した継体天皇の登場と統治により、ヤマト王権の列島支配が強まり、これ以後は現天皇に繋がる体制が確立した。なお、継体天皇期には、北九州で磐井の乱などが起こっているが、ヤマト王権と北九州豪族磐井の関係については不明の点が多い。
またこの時代には、朝鮮半島諸国の国際関係への介入は大きく後退した。こうした内向な時期を経て、ヤマト王権による日本列島支配体制はさらに強化されていった。同時期にオホーツク海沿岸地域では、オホーツク文化が成立し、およそ13世紀まで続いた。
この時代（場合により次の飛鳥時代を含めて）を、大和時代と呼ぶことがあったが、現在は古墳時代とするのが一般的である。

### 飛鳥時代

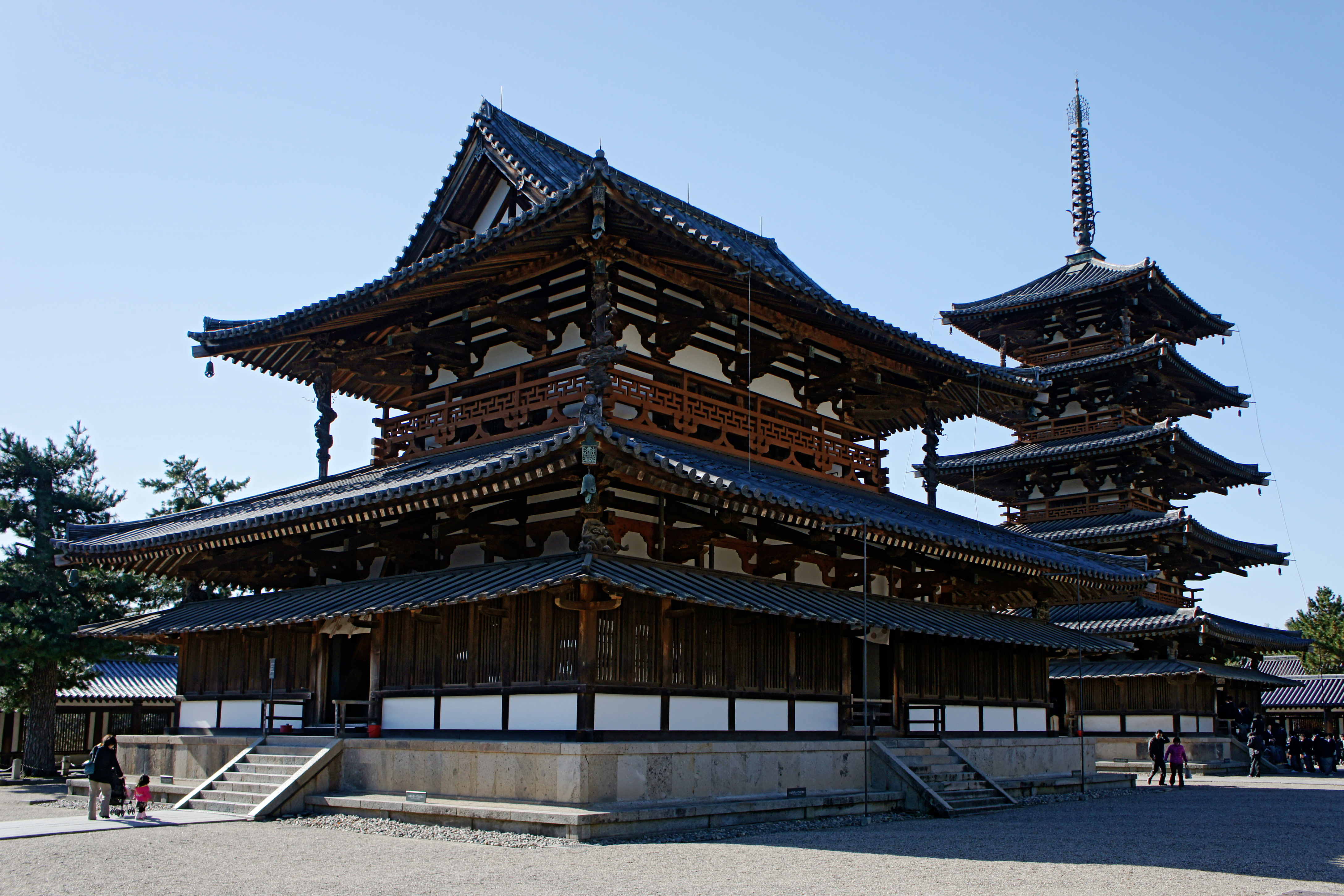
法隆寺金堂と五重塔は国宝。法隆寺は、奈良県斑鳩町にある聖徳宗の寺院。ユネスコ世界文化遺産『法隆寺地域の仏教建造物』の一部。

6世紀末から8世紀初頭までは、大和朝廷の本拠が主に飛鳥に置かれたことから飛鳥時代と呼ばれる。6世紀後半には朝廷の国内支配が安定し、むしろ朝廷内部の大王位継承抗争が目立った。この時期には百済から仏教が伝来し、後の飛鳥文化・白鳳文化などの仏教文化へと発展していった。仏教・儒教・道教等の書物が入ってきたことで、この頃から文字の使用が普及する。
6世紀末、400年ぶりに中国を統一した隋の登場は、東アジア諸国の政治権力の集中化をもたらした。倭国でも7世紀前半にかけて推古天皇とその甥厩戸王（聖徳太子）が、王殺しである蘇我馬子を牽制しながら大王（天皇）主権を確立しようとした。第1次遣隋使派遣の反省から、冠位十二階制定・十七条憲法導入などの国政改革が行われた。しかし豪族層の抵抗も根強く、権力集中化はその後も企図されたが、その動きは伸び悩んだ。第2次遣隋使では小野妹子が派遣され、中国の皇帝煬帝へ親書を渡した。その親書には「日出ずる国の天子より日の没する国の天子へ」とあり、あくまで朝貢外交の枠内ではあったものの、中国と冊封を受けずに自立した君主であることを認めさせることで、自主性を示す意図があった。
7世紀中頃の大化の改新も権力集中化の動きの一つであり、一定の進展を見せている。しかし、権力集中化への最大の契機は、7世紀後半の百済復興戦争における敗北（→白村江の戦い）であり、倭国内の諸勢力は国制整備を進めることで一致し、権力集中化が急速に進み始めた。さらに壬申の乱に勝利した天武天皇は権力集中を徹底し、天皇の神格化を図った。天皇号の制定時期は天武期と考えられている。併せて、天皇支配を具現化するために律令制の導入を進め、8世紀初頭の大宝律令制定に結実した。日本という国号もまた、大宝律令制定の前後に定められ、藤原に都城（藤原京）が置かれ、大宝以後は元号も定着した。天武天皇の詔勅に基づき日本最古の文献史料となる『日本書紀』の編纂が開始される。
なお、この時期北海道中西南部・青森県北部においては擦文時代を迎える。

### 奈良時代

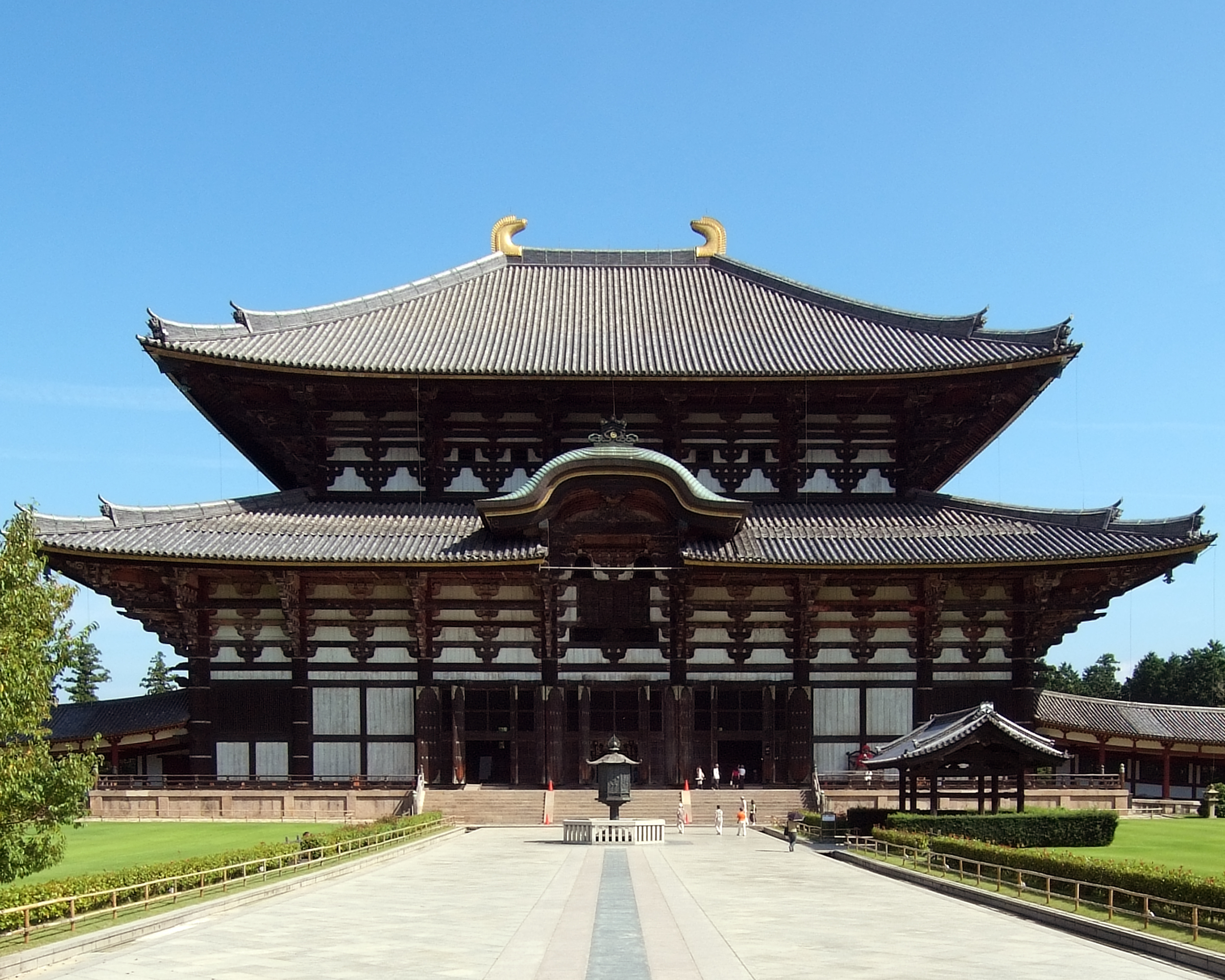
東大寺金堂、奈良県奈良市。

8世紀初頭から末にかけては奈良時代と呼ばれ、奈良に都城（平城京）が置かれた。そして遣唐使を盛んに派遣し、律令国家体制の形成と深化が図られた。王土王民思想に基づく律令制は、天皇とその官僚による一元的な支配を志向しており、民衆に対しては編戸制・班田制・租庸調制・軍団兵士制などの支配が行われた。8世紀前半は、律令制強化への動きが積極的に展開しており、三世一身法・墾田永年私財法などの農地拡大政策もこうした律令制強化の一環だったと考えられている。しかし、この時期聖武天皇のときに中宮職が設置されるなど政治の中枢が変化し始めていた。また8世紀後半に入ると百姓階層の分化が始まり、逃散増加で税収が減るなどして律令支配の転換を迫る状況が生じていった。

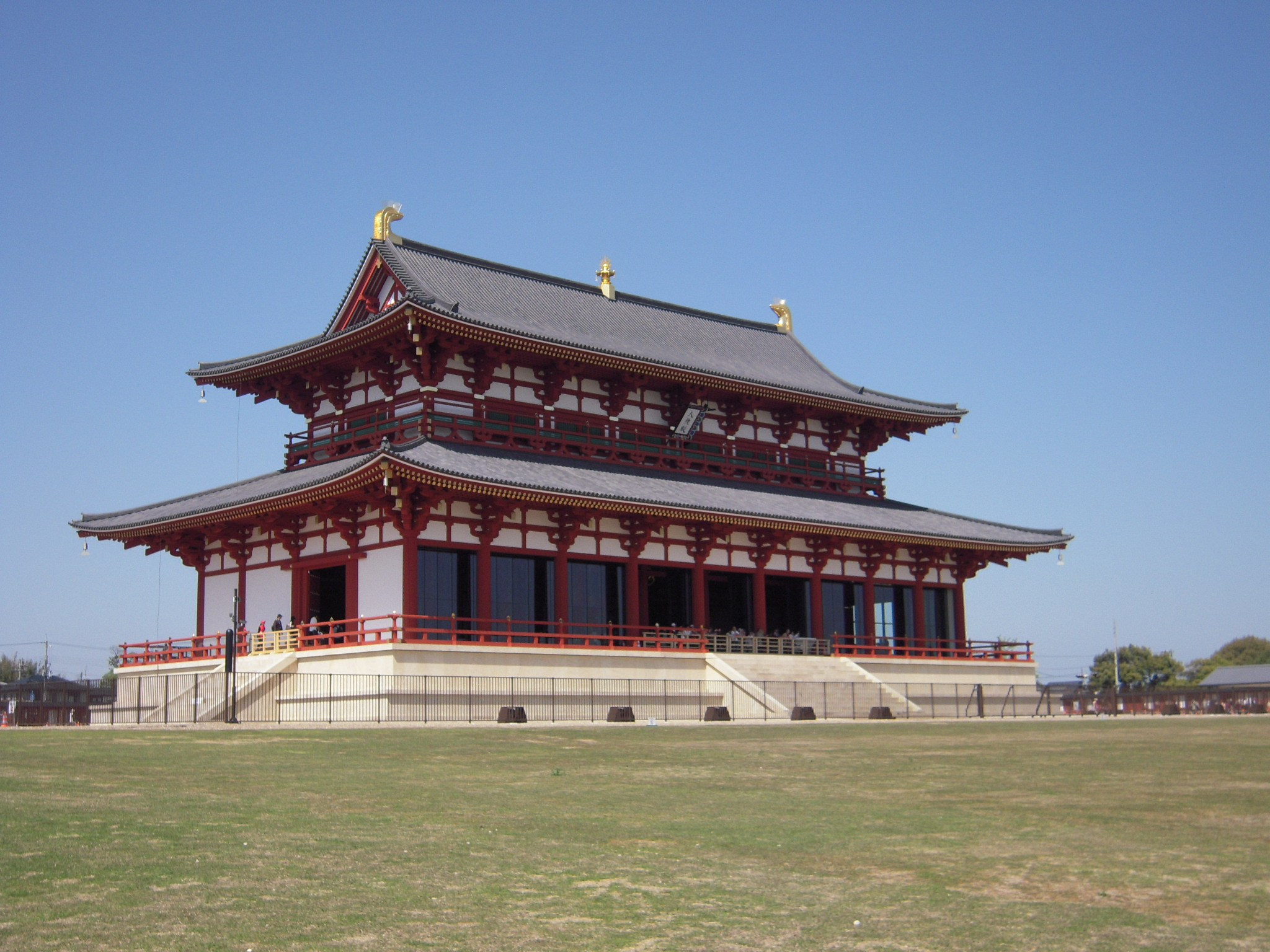
復元された大極殿

また、新羅を蕃国とし、東北地方の蝦夷・南九州の隼人を化外民とする中華意識が高まり、日本は、新羅へ朝貢を要求するとともに、蝦夷・隼人らを「教化」して律令支配へと組み込もうとしていった。この頃の北方の領土は日本海側沿いの拠点にとどまり、領土拡大に努める日本は蝦夷に対して、帰順する蝦夷を優遇する一方、反抗する蝦夷は軍事力で制圧するという二面性の政策を取った。
この時代には干ばつ・飢饉・山火事などの災害や疫病の流行が多発した。特に、735–737年にかけて発生した天然痘のエピデミック（天平の疫病大流行）は貴族・庶民を問わず夥しい数の死者を出し、政権を担っていた藤原四兄弟も相次いで病死した。これらの災厄が自らの不信心に起因していると考えた聖武天皇は仏教への帰依を深め、東大寺創建を命じるなど国家的な仏教振興を推進した。
文化面では、『日本書紀』・『万葉集』・『風土記』などが編まれた他、遣唐使がもたらした大陸文化に影響を受けた天平文化が栄えた。仏教は政府により統制されたものの鎮護国家思想が強まり、聖武天皇の発願で東大寺・国分寺が国家護持の名目で建立された。工芸品では正倉院宝物が有名である。称徳天皇が作らせた百万塔に収められた百万塔陀羅尼は、現存する世界最古の印刷物と言われている。

### 平安時代

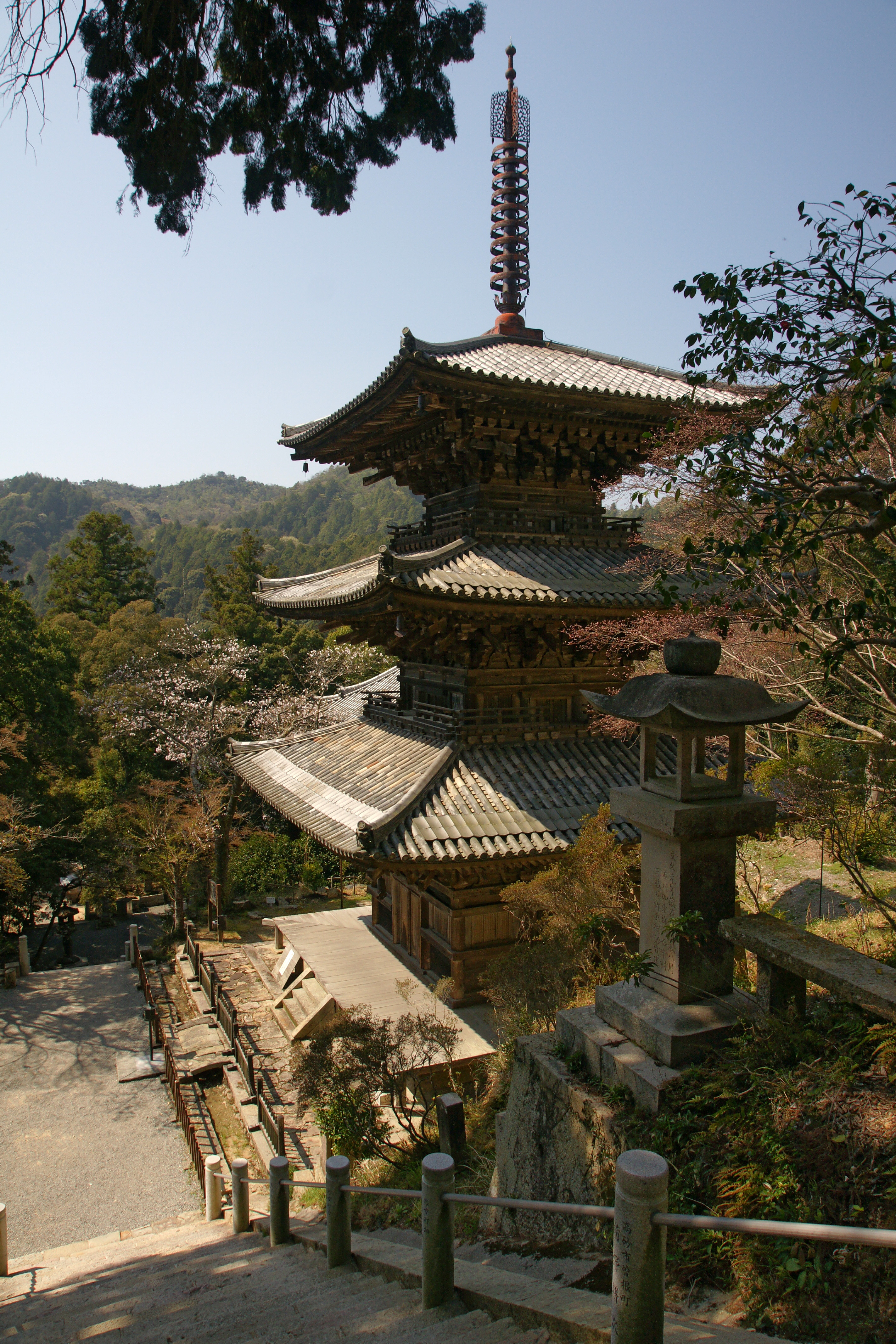
一乗寺三重塔（国宝）、兵庫県加西市。1171年建立の和様建築。

8世紀末頃から12世紀末頃までは平安時代と呼ばれ、桓武天皇の築いた平安京が都とされた。平安前期には古墳時代の地方首長層に出自する古来の国造一族から任命された郡司階層の没落と百姓階層の分化が一層進み、前代から引き続いた律令国家体制に限界が生じていた。そこで朝廷は11世紀初頭頃から地方分権的な国家体制改革を精力的に推進し、王朝国家体制と呼ばれる体制が成立した。
王朝国家では、朝廷から大幅に統治権限を委譲された受領とその国衙機構による地方支配が展開した。この受領・国衙支配のもと、収取体系は従来の律令体制における、戸籍による個別人民把握と郡司層の百姓層に対する首長権に裏付けられた、人頭税方式の課税から、土地単位の課税と有力百姓階層や土着した元国司子弟などの富豪層への農地経営請負委託を組み合わせた、負名体制へと変貌した。地方統治を裏付ける軍事面においては、国衙軍制を通じて武芸の家として武装と武力の行使を公認された官人層である武士階層が、契丹の台頭に呼応した承平天慶の乱や刀伊の入寇などといった内外の軍事的危機の解決に与ったことを機会に台頭した。また、中央政治においては11世紀に藤原北家が天皇家の外戚として政権中枢を担う摂関政治が成立した。
12世紀に入ると王朝国家のあり方に変化が生じ、12世紀末から13世紀にかけて荘園の量的増加と、経営単位として自律した一円領地化という質的変化が著しくなり、権門を荘園領主とする荘園と、国衙が支配する公領が対等な存在として拮抗して並び立ち、このそれぞれにおいて荘園・公領間の武力紛争に耐えられる武士が現地の管理者として在地領主化する、荘園公領制と呼ばれる中世的な支配体制が確立した。同時期には上皇が治天の君として政務に当たる院政が開始しており、この時期が古代から中世への画期であるとされている。平安末期には保元・平治両乱を経て武士の軍事力が中央政界の政争の帰趨を左右するようになり、その結果、中央政界で政治の主導権を握った伊勢平氏によって原初的な武家政権と評価される平氏政権が登場した。
奈良時代から漸次的に進んでいた文化の日本化が国風文化として結実し、漢字を元に生み出された平仮名・片仮名が使われていくようになり、『源氏物語』・『枕草子』に代表される物語文学などが花開いた。密教や末法思想が広く信じられ、神仏習合が進み、寺院が多く建てられた。
東北地方では、11世紀頃から安倍氏・清原氏・奥州藤原氏などの半独立政権が興亡し、中央から派遣された鎮守府将軍をも交えてしばしば抗争した（前九年の役・後三年の役）。南西諸島においては、12世紀頃からグスク時代に入る。以降の詳細は、北から奄美群島の歴史、沖縄県の歴史、先島諸島の歴史などを参照のこと。

## 中世

### 鎌倉時代

元寇（「蒙古襲来絵詞」）

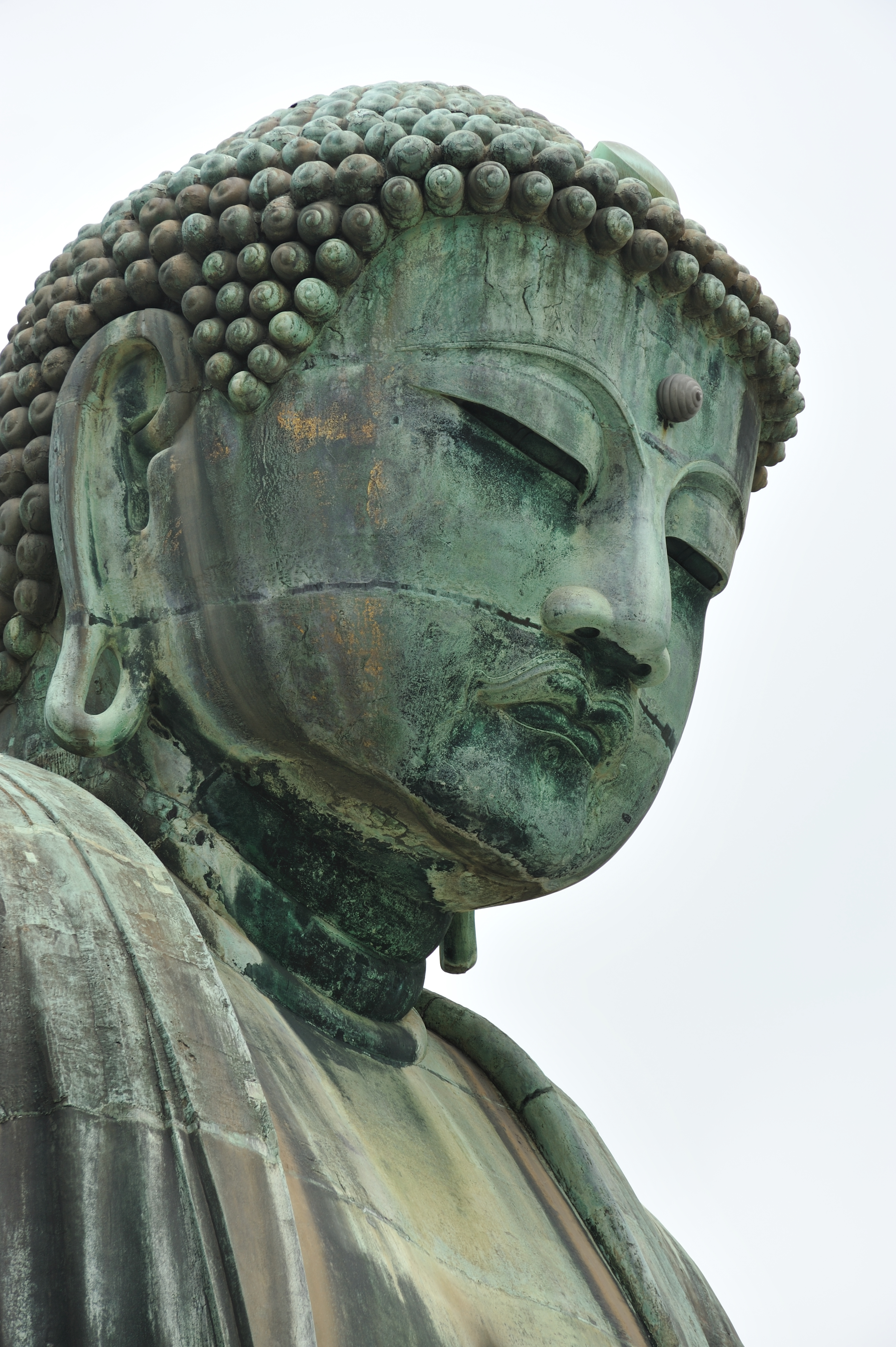
鎌倉大仏

12世紀末頃から14世紀頃までは鎌倉時代と呼ばれ、中央の公家政権と関東の武家政権が並立した。源頼朝を首長とする鎌倉幕府は、治承・寿永の乱で勝利して平氏政権を打倒し、その過程で守護・地頭補任権を獲得し、朝廷（公家政権）と並びうる政権へと成長した。13世紀前半の承久の乱の結果、公家政権は武家政権に従属した。その後、御家人筆頭である北条氏が幕府政治を実質的にリードする執権政治が確立した。 
13世紀中期頃から、貨幣経済の浸透と商品流通の活発化、村落の形成、地頭ら武士による荘園公領への進出といった、大きな社会変動が生じ始めた。
13世紀後半には、1274年・1281年に、モンゴル帝国（元朝）および属国の高麗による2度にわたる対日本侵攻（元寇）があったが、幕府は撃退に成功した。
しかし、恩賞の払えない幕府は徳政令を発布したり得宗専制をとったりして急場をしのいだが、一度傾いた封建制を立て直すことはできなかった。在地社会では混乱に乗じて悪党・惣村などが出現し、荘園公領制の変質化が急速に進行した。
文化面では運慶と快慶の東大寺南大門金剛力士像など、写実的な美術が展開した。また宗教面ではそれまでの鎮護国家を目的とする顕密体制の仏教から発した鎌倉新仏教の成立により、民衆へ仏教が普及していった。北海道においては、13世紀頃から従来の擦文文化が、狩猟採集で得られた商品価値に富んだ産品の交易により深く依存を強め、またオホーツク文化と融合する中、アイヌ文化へと変遷を遂げた。

### 南北朝時代

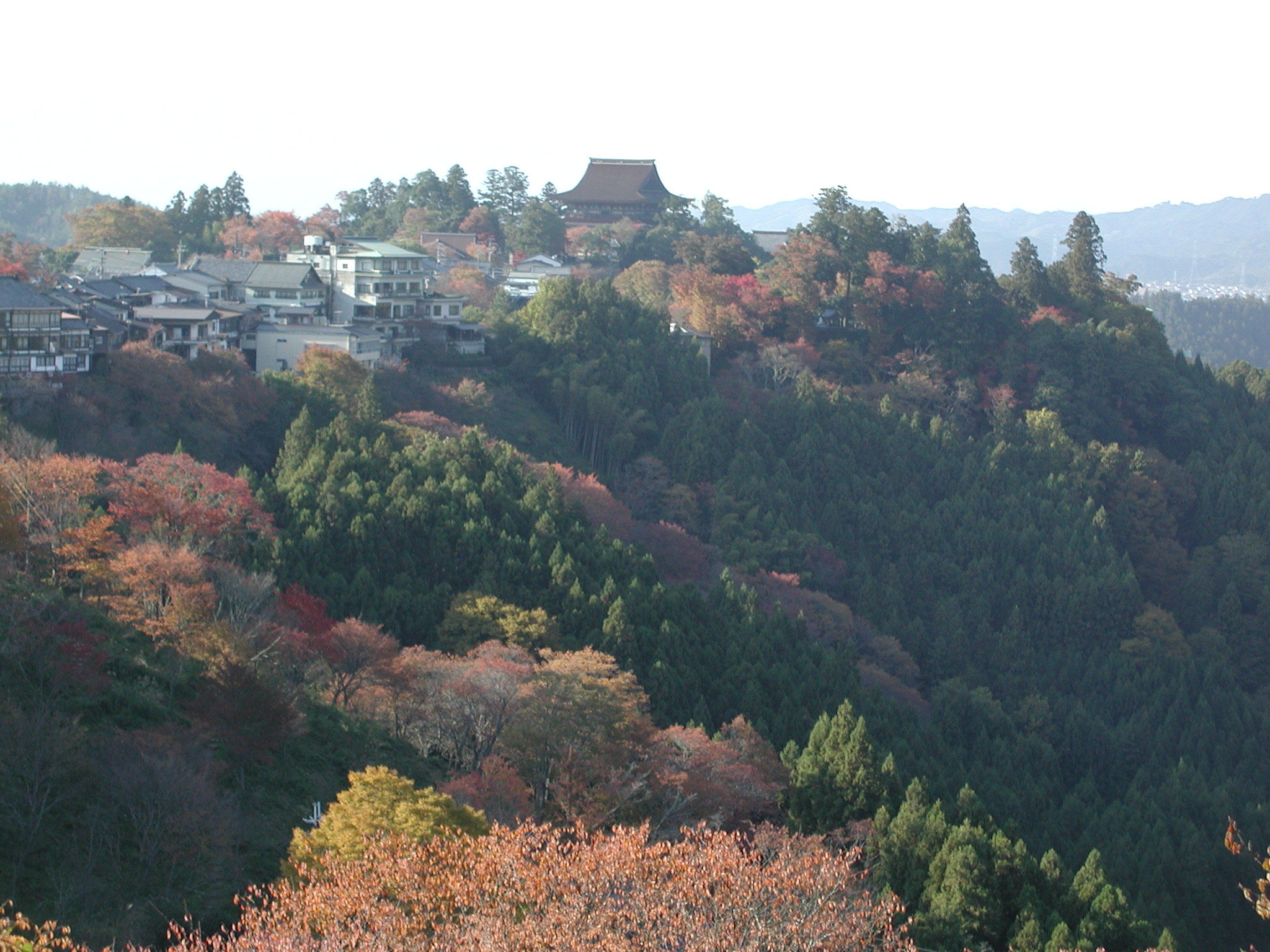
南朝のあった吉野山

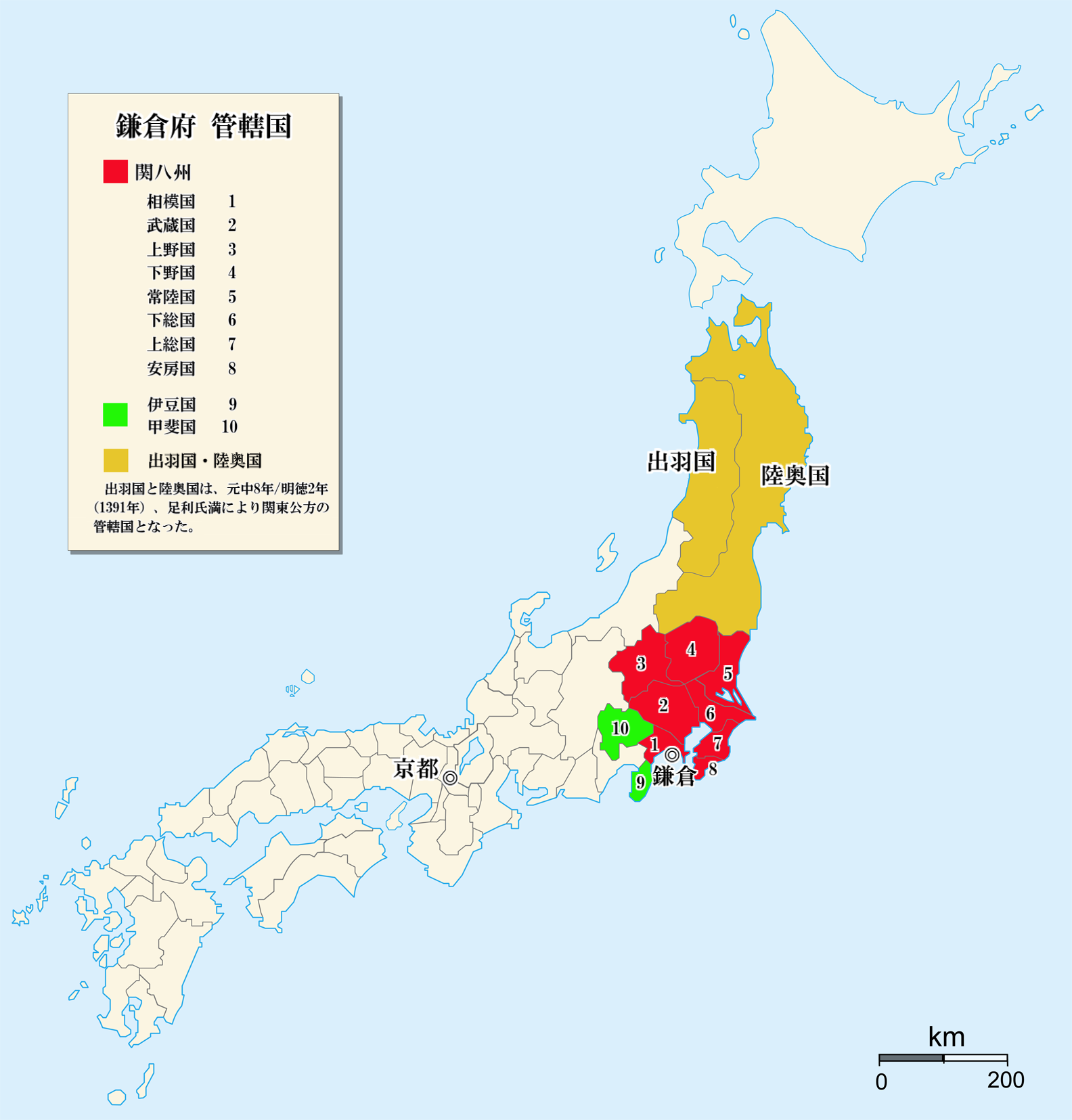
明徳2年/元中8年（1391年）の鎌倉府管轄国地図

14世紀頃は南北朝時代と呼ばれ、大覚寺統後醍醐天皇流の南朝と足利氏が支援する持明院統の北朝に朝廷が分かれた。
鎌倉時代中期以降、皇室は大覚寺統と持明院統に分かれて皇位継承を巡り争い、鎌倉幕府の介入により両統迭立状態となっていた。大覚寺統から即位した後醍醐天皇は幕府を滅ぼそうとするも失敗し、廃位されたのち隠岐に流され、皇太子であった光厳天皇（持明院統）が即位した。しかし、隠岐を脱出した後醍醐天皇は再び討幕を呼びかけ、足利尊氏や新田義貞らにより鎌倉幕府を滅亡させる。
後醍醐天皇は、光厳天皇を退位させ、建武の新政と呼ばれる天皇専制の政治を行うが、公家や武士など様々な層の不満が増すと、尊氏はそれを背景に新政から離反し、光厳上皇の協力も得て建武政権を崩壊させた。京都で持明院統の光明天皇（光厳上皇の実弟、猶子）が即位したのち、後醍醐天皇は吉野に逃れ、南朝を成立させた。対する京都の朝廷を北朝と呼ぶ。荘園公領制の変質が、社会各層における対立を顕在化させ、南北朝の争いを大義名分とする全国的な抗争が展開した。情勢的には、一部期間（正平一統など）を除き、京都を掌握し武家政権を擁する北朝が優勢を誇り、大多数の公家や皇族、武士から支持を得た。
文化面では、ばさらに代表されるように、身分秩序を軽視し華美な振る舞いに走る傾向が見られた。また、連歌が流行し、『二条河原落書』など文化の庶民化への動きが見られた。

### 室町時代

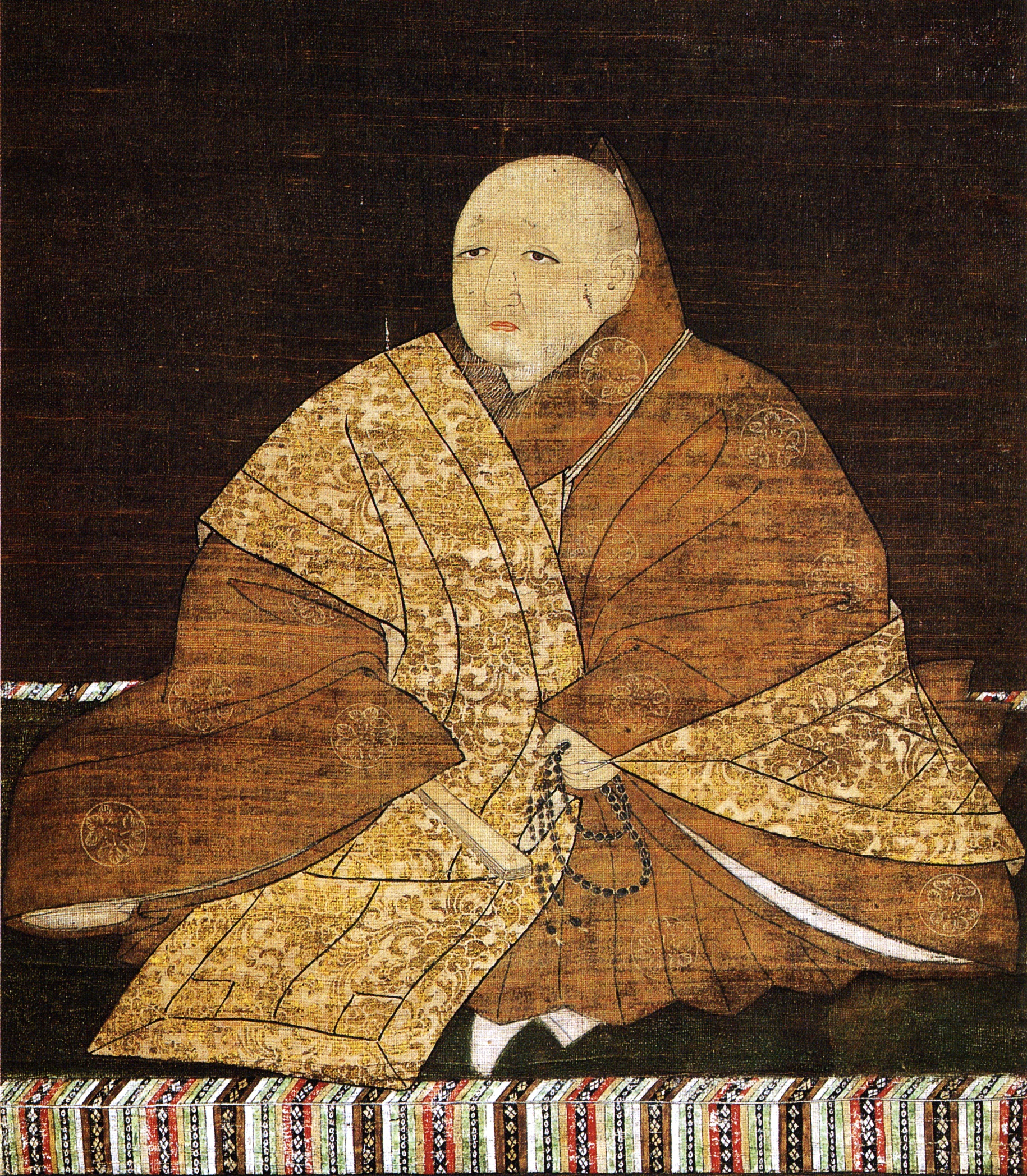
3代将軍足利義満

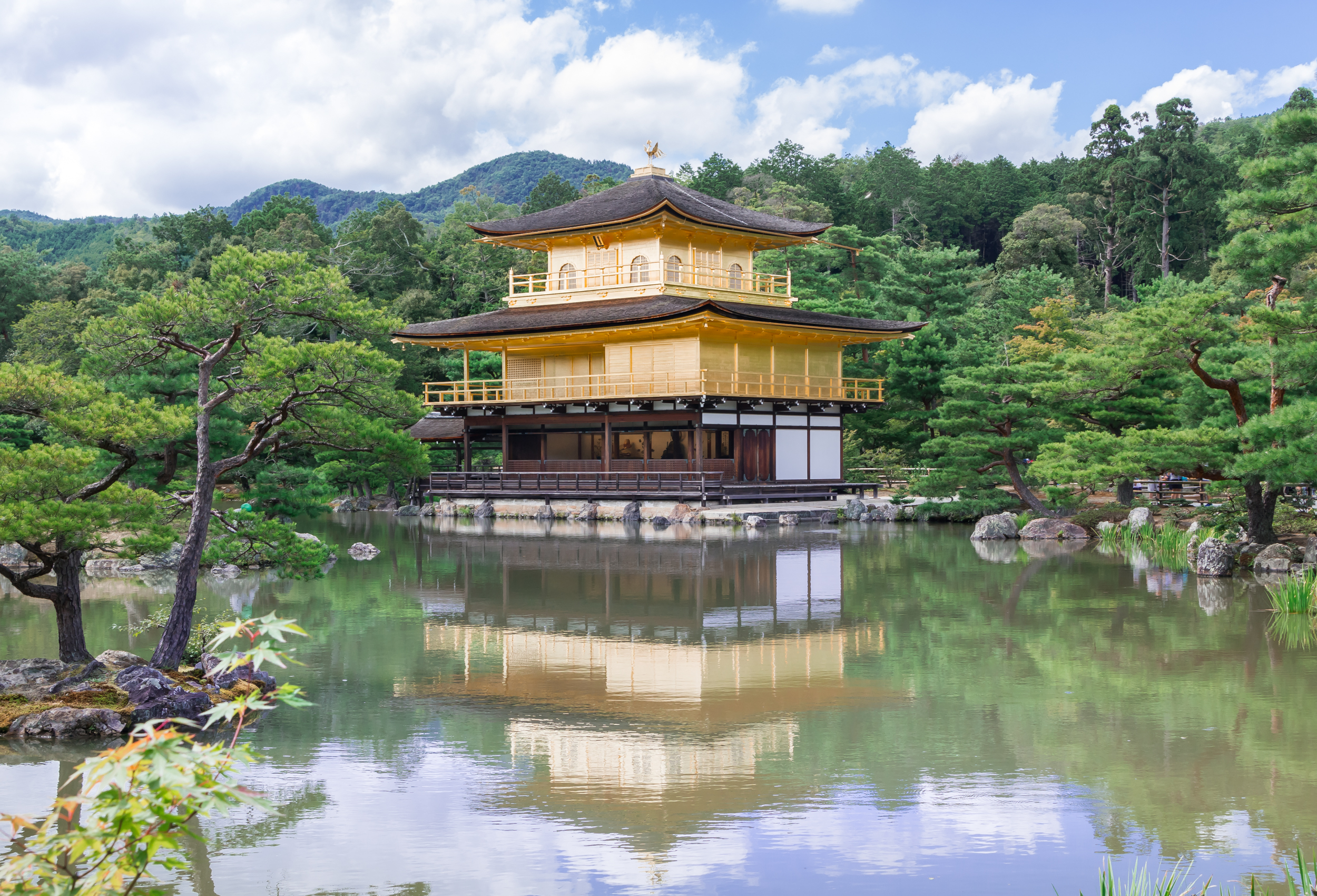
鹿苑寺

14世紀頃から16世紀頃までは室町時代と呼ばれ、京都の室町に幕府が置かれた。京都に本拠を置いた幕府は、足利尊氏・足利直義兄弟による二頭政治を行った。観応の擾乱以前は、朝廷（公家政権、北朝）と幕府は協調・連動して徳政政策を行っていた。しかし、観応の擾乱を経て幕府は幕府権力を一つに統一し、対して朝廷は権威を失墜させると、幕府は朝廷の権能を次第に侵食したため、朝廷は政治実権や政治機構を失っていった。各国に置かれた守護も半済等の経済的特権の公認や守護請の拡大などを通じて、国内支配力を強め、国衙機能を取り込んでいき、守護大名へと成長して、守護領国制と呼ばれる支配体制を築いた。
足利義満は南北朝合一を遂げ、朝廷を北朝に統一した。また日明貿易を行い明皇帝から日本国王に冊封された。義満は守護大名の勢力抑制に努めたが、守護大名の拡大指向は根強く、幕府対守護の戦乱が多数発生した。幕府-守護体制は15世紀中葉まで存続したが、応仁の乱によって大きく動揺すると明応の政変を契機としてついに崩壊し、戦国時代へと移行した。1419年、李氏朝鮮が対馬に侵攻した（応永の外寇）。1429年に尚巴志王が琉球王国を作り上げ、日本や明などと国交を結び盛んに貿易を行った。本州から現在の北海道南部に進出した人々は道南十二館などの居住地を作り、和人と呼ばれた。アイヌと和人は交易をしたが、和人がアイヌを圧迫したため、1457年に大首長コシャマインを中心に蜂起するも（コシャマインの戦い）、蠣崎氏により鎮められた。
この時代の社会原則は自力救済であり、各階層内において連帯の動き＝一揆が浸透した。村落社会の自立化が進み惣村・郷村が各地に成立した。西日本では交易が活発化すると、その活動は朝鮮・中国に及んだ（倭寇）。文化面では、連歌・猿楽・喫茶など身分を超えた交流に特徴付けられる室町文化（北山文化・東山文化）が栄えた。この文化は禅宗の影響を受け、簡素さと深みという特徴も持っていた。

### 戦国時代

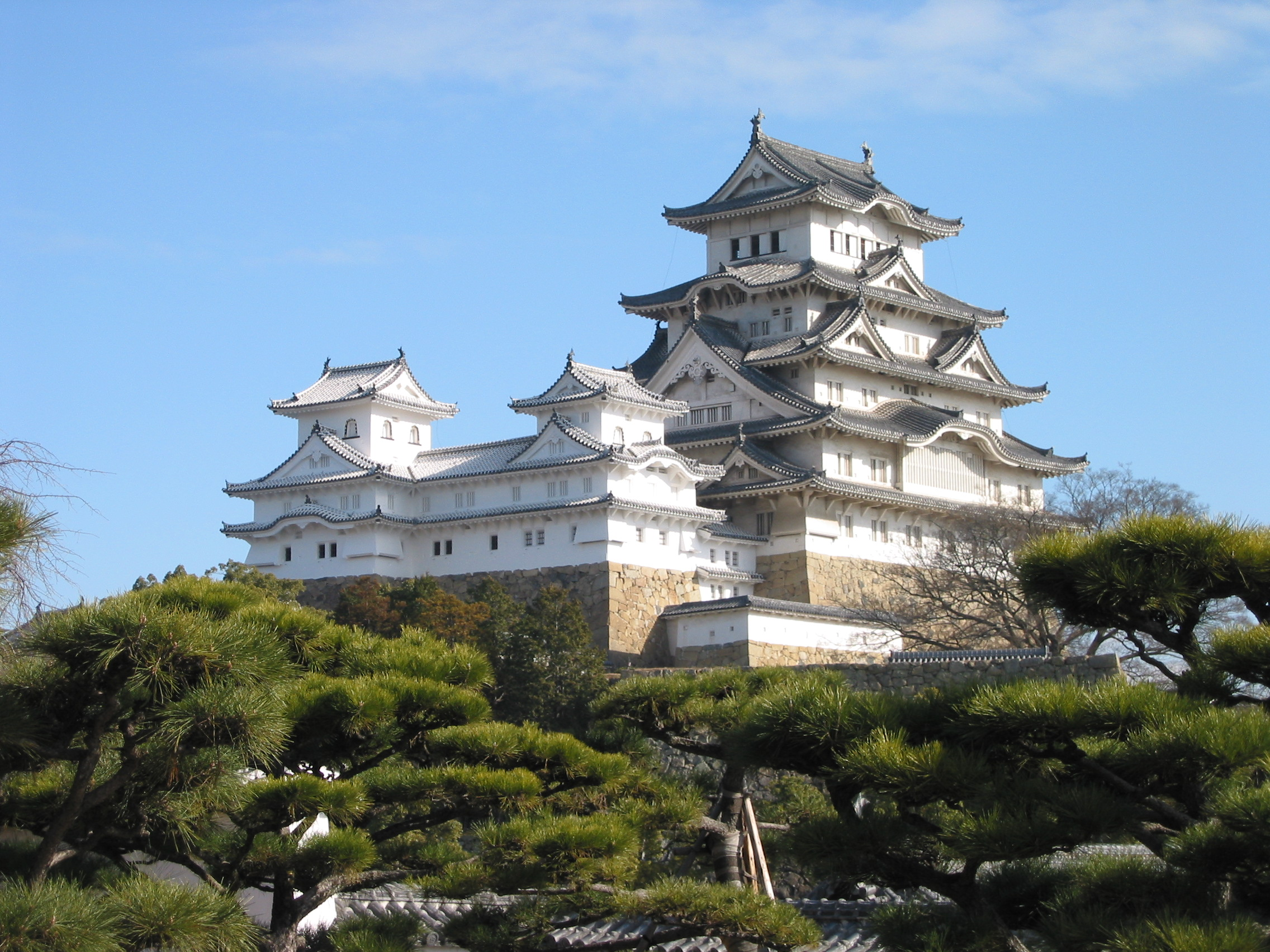
姫路城

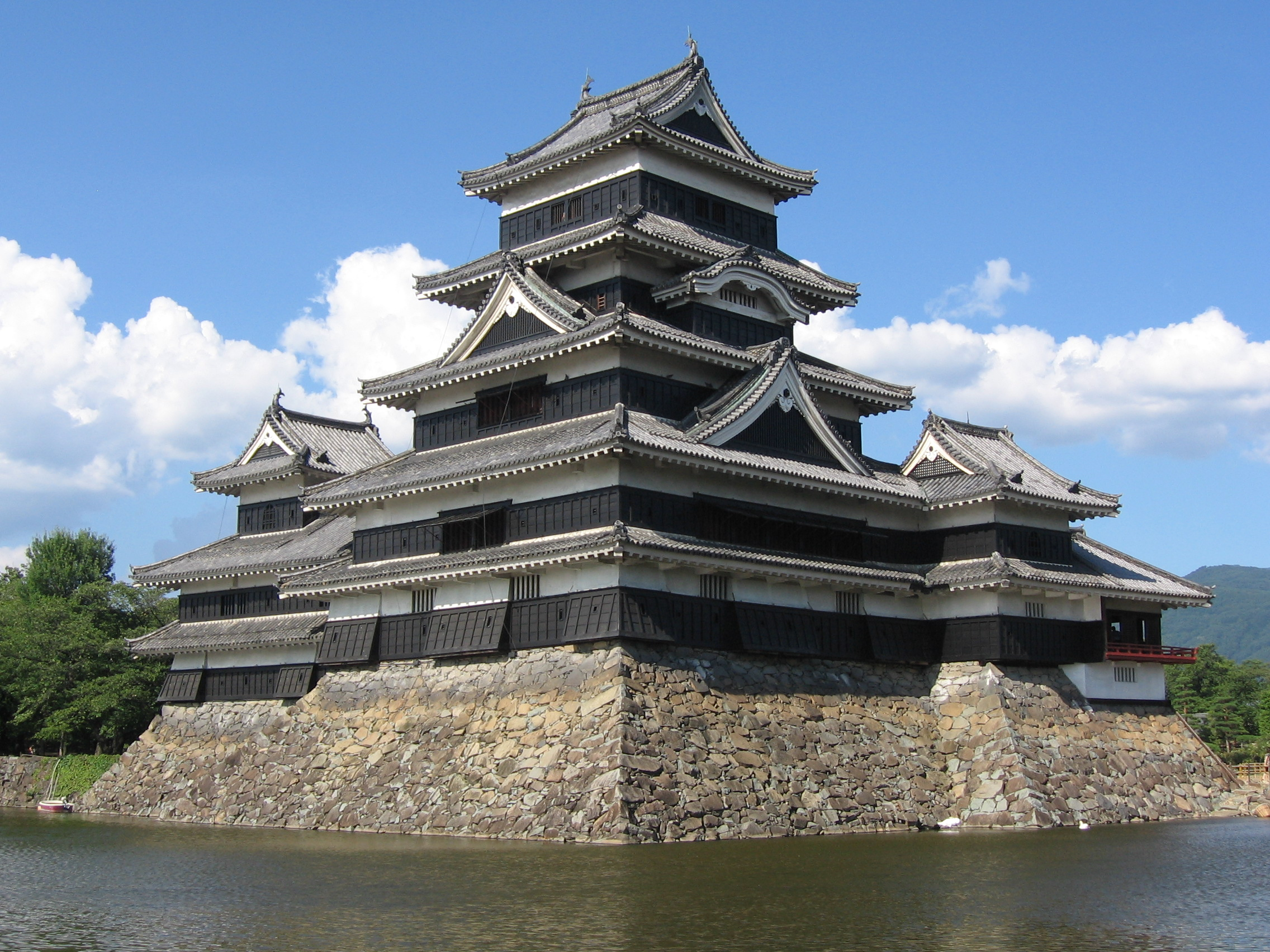
松本城

15世紀後期から16世紀後期にかけての時期を戦国時代と呼ぶ。この時代は、守護大名や守護代、国人などを出自とする戦国大名が登場し、それら戦国大名勢力は中世的な支配体系を徐々に崩し、分国法を定めるなど各地で自立化を強めた。一円支配された領国は地域国家へと発展し、日本各地に地域国家が多数並立した。この地域国家内における一元的な支配体制を大名領国制という。地域国家間の政治的・経済的矛盾は、武力によって解決が図られた。16世紀半ばに登場した織田信長は、楽市楽座令を出したり、自治都市の堺を直轄領にしたりして流通政策と海外交易を担い、強大な軍事力を手にした。
この時代は、農業生産力が向上するとともに、地域国家内の流通が発達すると、各地に都市が急速に形成されていった。また、ヨーロッパとの交易（南蛮貿易）が始まり、火縄銃やキリスト教などが伝来すると、それまでの戦術や日本の宗教観念が変化した。南蛮貿易は江戸幕末まで日本の政治・経済に影響を与え続けた。

## 近世

### 安土桃山時代

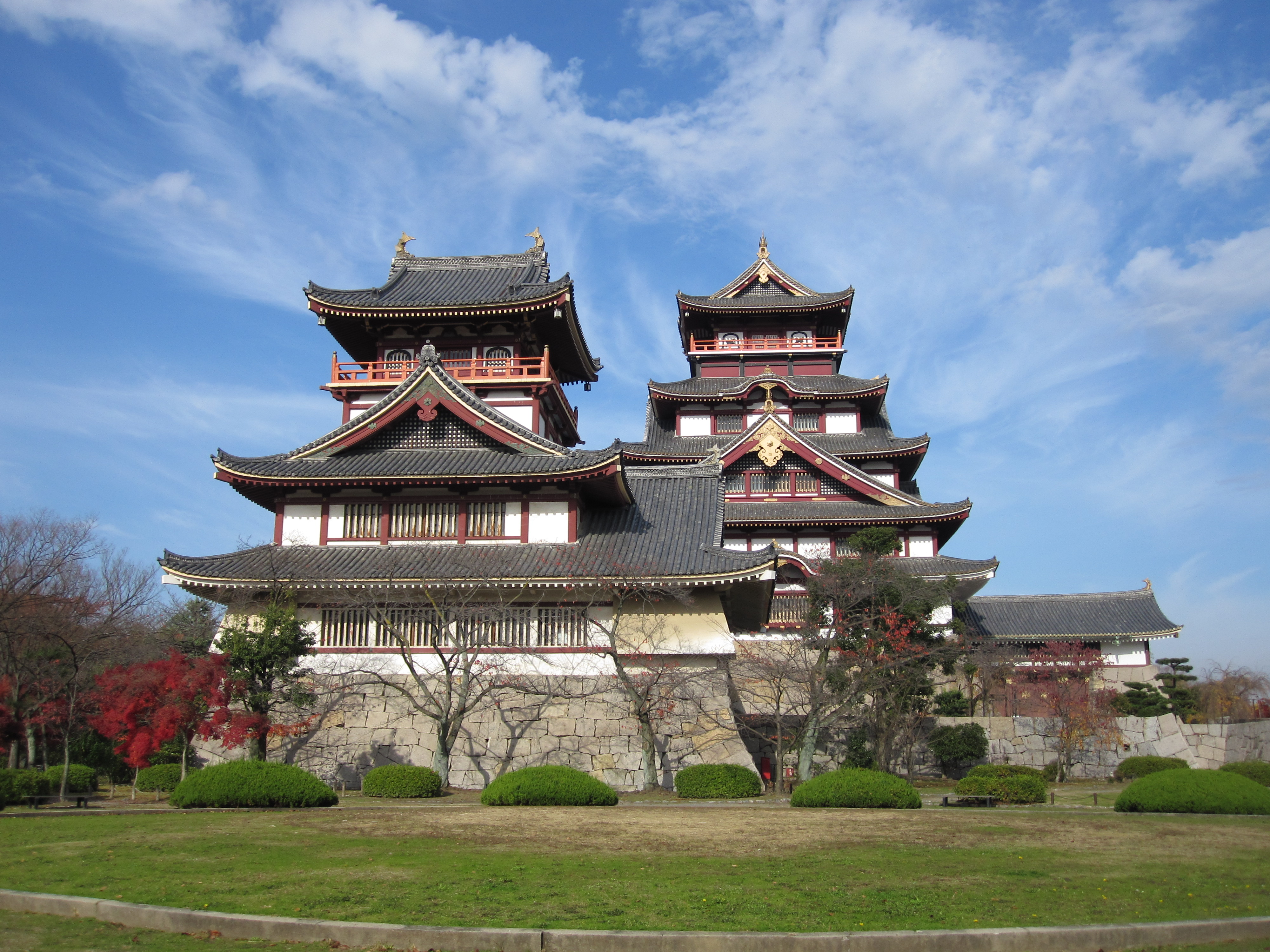
伏見城

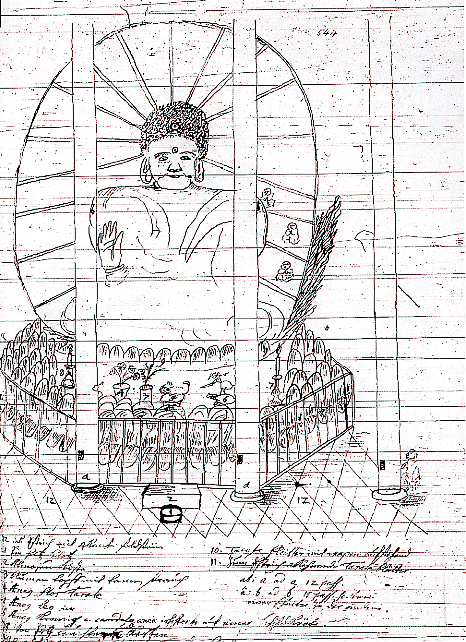
エンゲルベルト・ケンペルの方広寺大仏（京の大仏）のスケッチ。

織田信長は室町将軍足利義昭を追放すると、室町幕府に代わる畿内政権を樹立した。信長が本能寺の変により自害すると、天下統一の事業は豊臣秀吉が継承することとなった。 
秀吉は、信長の畿内政権を母体として東北から九州に至る地域を平定し、統一事業を完了した。秀吉も中世的支配体系・支配勢力の排除・抑制に努め、中世を終わらせた。刀狩や太閤検地の実施を通し、兵農分離を進めて荘園公領制・職の体系を消滅させたのである。秀吉による天下統一により、政治や経済の安定がもたらされると大名・武士を中心として豪壮な桃山文化が栄えた。
秀吉はキリスト教に警戒感を強め、バテレン追放令の発令とサン＝フェリペ号事件が発生した。処刑された日本二十六聖人はカトリック教会系のフランシスコ会であった。

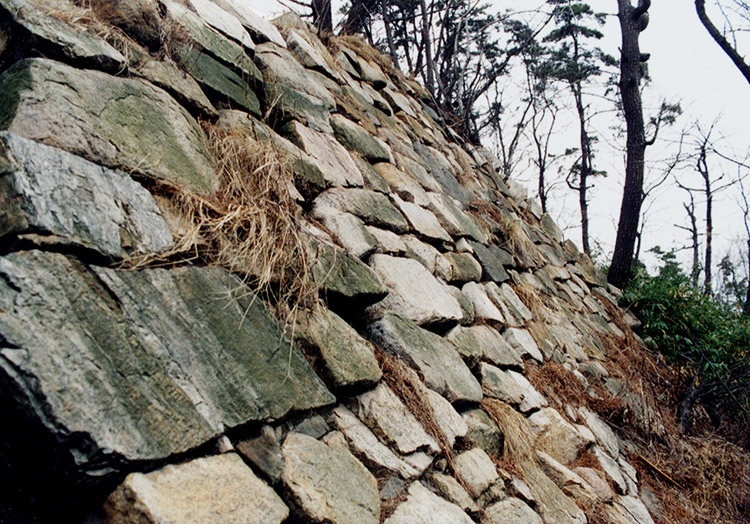
文禄・慶長の役の時に日本軍によって築かれた蔚山倭城。多くの日本軍が駐留していた。（現在の大韓民国の蔚山広域市）

また秀吉は朝鮮への出兵を実行したが、その最中に死去。後継者問題も抱えていた豊臣政権は弱体化していった。

### 江戸時代

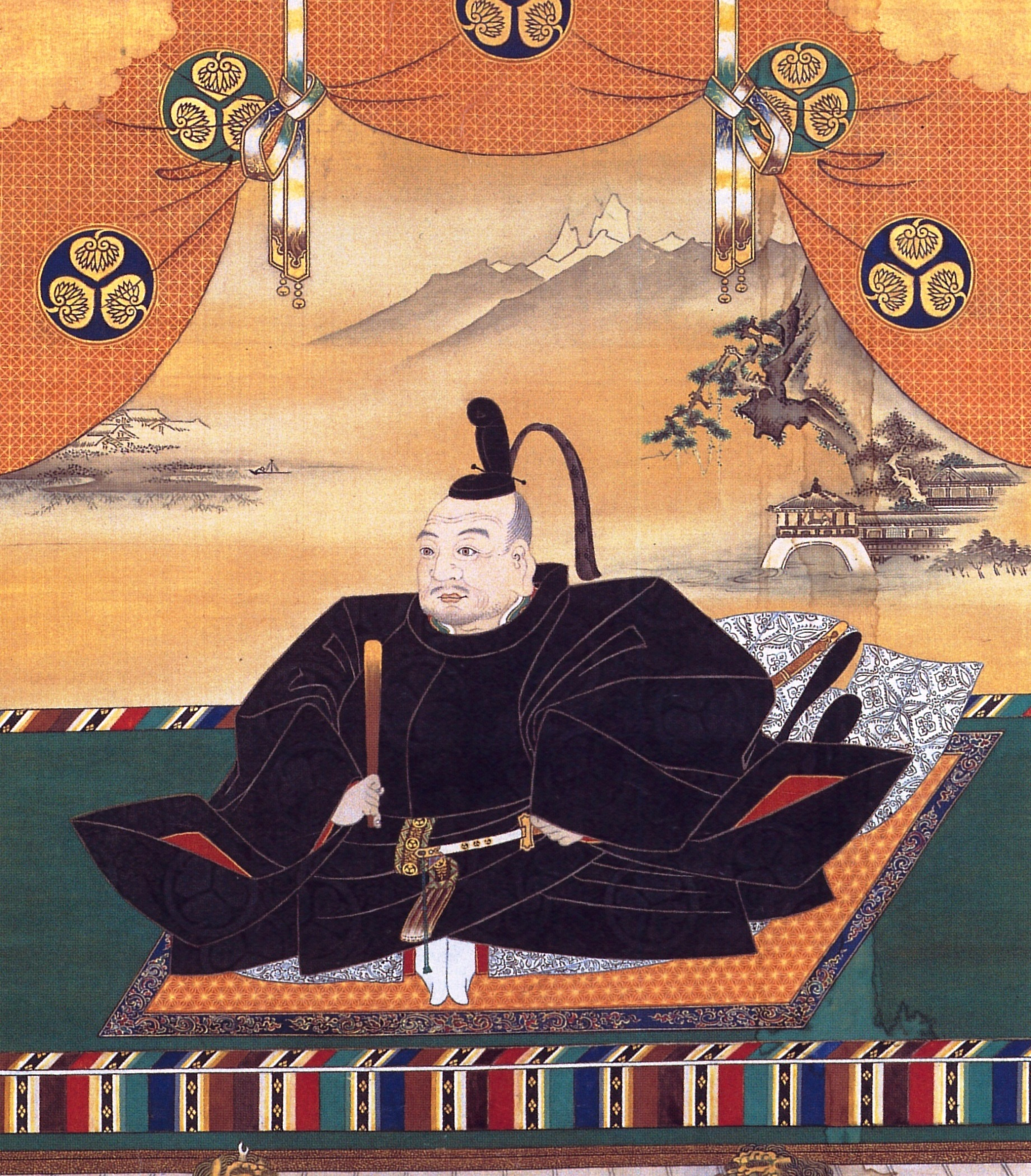
徳川家康

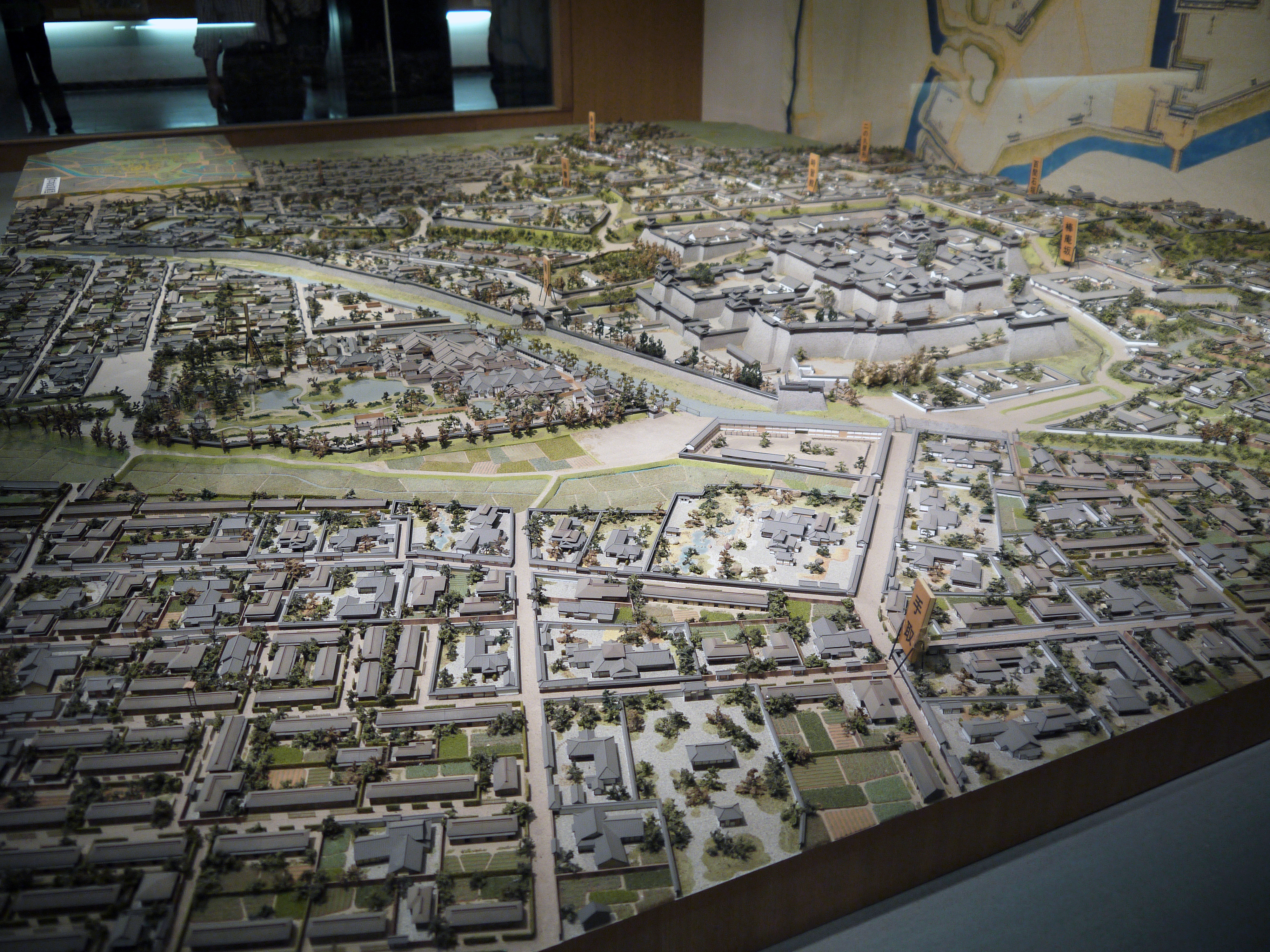
江戸期の熊本城

慶長8年（1603年）から慶応3年（1867年）までは江戸時代と呼ばれ、江戸に江戸幕府が置かれた。
秀吉の死後、徳川家康は関ヶ原の戦い（1600年）に勝利して権力を掌握すると征夷大将軍に任命され（1603年）江戸に幕府を開き、大坂の陣（1614年 - 1615年）で豊臣氏を滅ぼした。この後、幕府は、17世紀中葉までに武家諸法度の発布、参勤交代の義務化、有力大名の改易などを通して、諸大名との主従制を確固たるものとし、また朝廷統制を強め、幕府官僚機構を整備した。並行して、キリスト教の制限と貿易の管理強化を進め、社会の安定化に努めた。そうした中で勃発した島原の乱（1637年 - 1638年）は、キリスト教禁止の徹底と出島での管理貿易による鎖国の完成へと繋がる。日本の境界領域である琉球王国と蝦夷地（和人地である渡島半島を除く北海道、樺太及び千島列島）の支配は大名を通じて行なわれた。
一方で、社会の安定化に伴って耕地開発の大事業が各地で実施され、倍増した耕地面積は食糧増産と人口増加をもたらすと、村請を通じて幕府財政や藩財政を支えるとともに、全国的な流通経済を大きく発展させた。以上のように、江戸時代前期に確立した支配体制を幕藩体制という。社会の安定と経済の成長は、都市の発展を支え、17世紀後半の元禄文化に結実した。
18世紀に入り金銀が流出して海舶互市新例（1715年）を出すようになり、徳川吉宗は幕府権力の再強化と財政再建（享保の改革）を推し進めた。その後も体制維持および財政再建の努力（寛政の改革、天保の改革等）は行なわれるが成功はしなかった。この頃に都市町人を中心とする化政文化が花開いた。ところが、商品経済の発達による社会各層での貧富の拡大とそれに伴う身分制の流動化、そして幕末の通貨問題を背景に、幕藩体制は次第に動揺していった。 
19世紀中頃までに、国内の社会矛盾と国外からの圧力（ロシア、イギリス、アメリカ船の接近）に抗するため、幕府はフランスのソシエテ・ジェネラルから貸付を受けて軍備を増強した。しかし同世紀後半の黒船来航（1853年）と日米和親条約締結（1854年）による開国を契機として幕府の管理貿易（鎖国）は解かれた。そして不平等な安政五カ国条約（1858年）を勅許なしに締結してしまい、幕府の威信は低下した。朝廷の権威が増大することになり、幕府は大政奉還により権力の温存を図ったが、倒幕派の薩摩藩、長州藩、土佐藩らが樹立した明治新政府との内戦（戊辰戦争）に敗北後、瓦解した。 

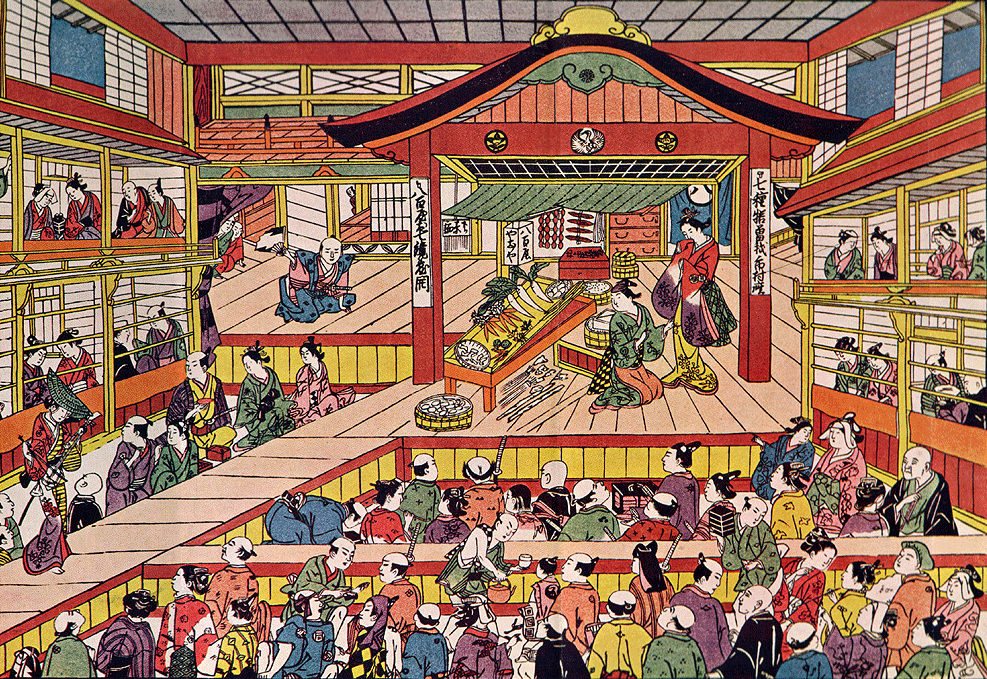
歌舞伎（奥村政信画『芝居浮繪』 ）は江戸時代の象徴的な娯楽である。

江戸時代は文化の担い手が庶民にまで拡がり、歌舞伎、俳諧、浮世絵、お陰参りなどが盛んになったほか、寺子屋や藩校で広く教育が行われた。当世の教育機関は明治になって財政支援に乏しい学制の普及に活用された。
18世紀初頭の京都と大坂（大阪）はともに40万近い人口を抱えていた。同期の江戸は、人口100万人前後に達しており、日本最大の消費都市であるばかりでなく、当時から大都市であったロンドンやパリ以上で世界一の人口を誇る都市であった。当時の江戸と大坂を結ぶ東海道が、18世紀には世界で一番人通りの激しい道だったといわれている。江戸時代の日本は230年以上に渡り大規模な暴動や争いが無い平和な時代であった一方、科学技術面では停滞し、飢饉や大火に対して脆弱だった。

## 近現代

### 明治時代

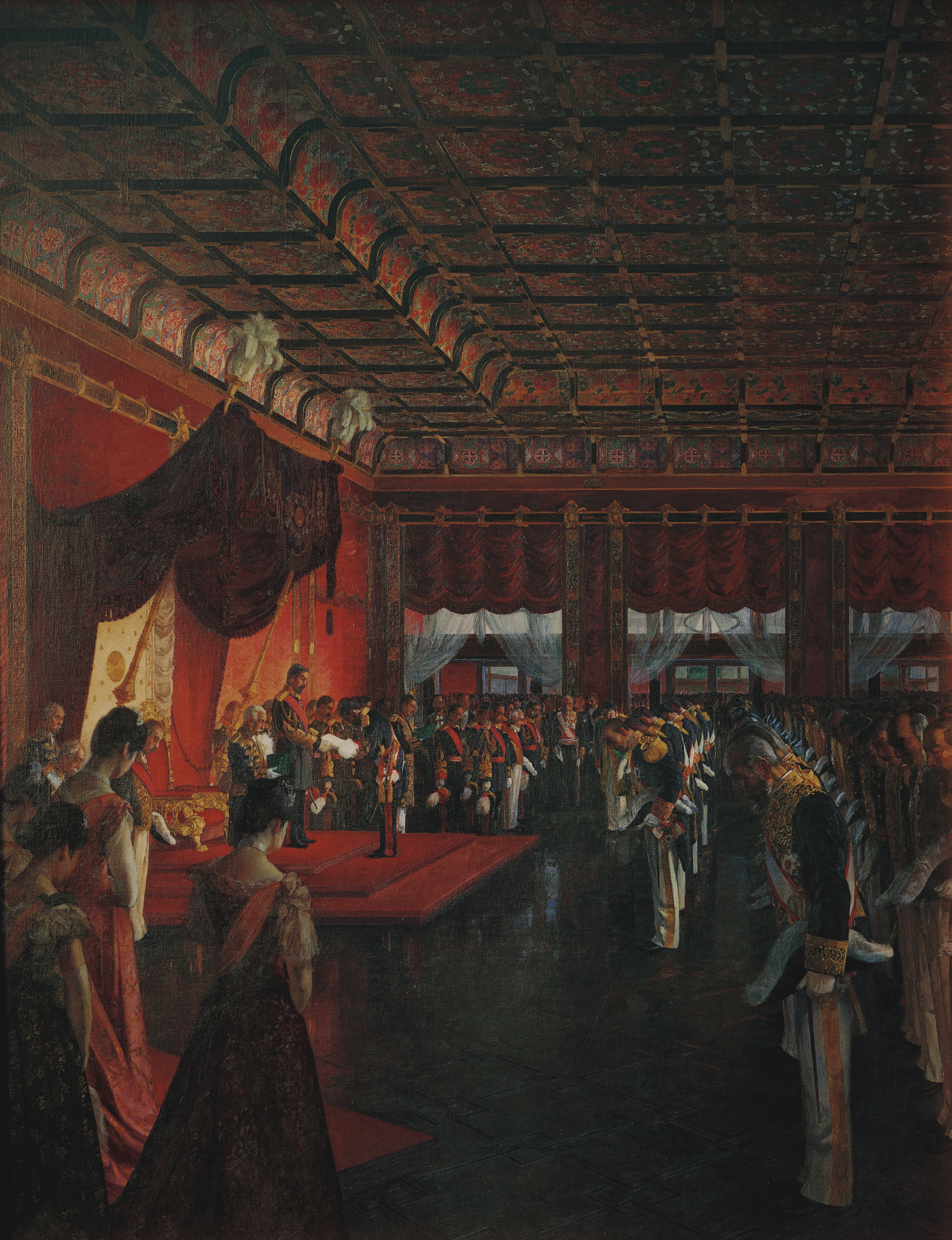
帝国憲法の制定（和田英作）

明治年間（1868年 - 1912年）は明治時代と呼ばれる。倒幕派の諸藩を中心とする維新政府は戊辰戦争を経て旧幕府勢力を退けてから、王政復古により明治新政府を樹立した。新政府は岩倉使節団の世界視察に基づいて欧米の諸制度を積極的に導入した。明治維新と呼ばれる一連の改革は、廃藩置県、四民平等化、六法・郵便・鉄道・水道等の整備にまで及んだ。その過程で日本の境界領域であった琉球王国や、樺太を除く蝦夷地（北海道の大部分と千島列島）、小笠原諸島を完全に日本の領域内に置き、国境を画定した。
明治初期は、欧化主義か国粋主義かの間で文化面が動揺した。従来の神仏混交が改められ（神仏分離）、寺請制度が廃止された。神社は行政組織に組み込まれ､皇室を中心とする国家神道に再編されていった。政府は外来の宗教である仏教弾圧（廃仏毀釈）とキリスト教弾圧（五榜の掲示）を試みたがいずれも失敗し、神社非宗教論を採用した。
国粋主義がやわらいで欧米からの新たな学問・芸術・文物が受容されると、その有様は文明開化と呼ばれ、江戸時代以前とは大きく異なった文化が展開した。言文一致や変体仮名の整理、標準語の普及が進められ、近代的な日本語が成立した。
初代内閣総理大臣（首相）に伊藤博文が任命された。安政五カ国条約を改正するため、帝国議会の設置や大日本帝国憲法の制定など国制整備に努める一方で、産業育成（殖産興業）と軍事力強化（富国強兵）を国策として推進した。
また、1875年3月2日には日本の横浜に駐留していた在日英軍、在日フランス軍率いる英仏横浜駐屯軍が撤退した。

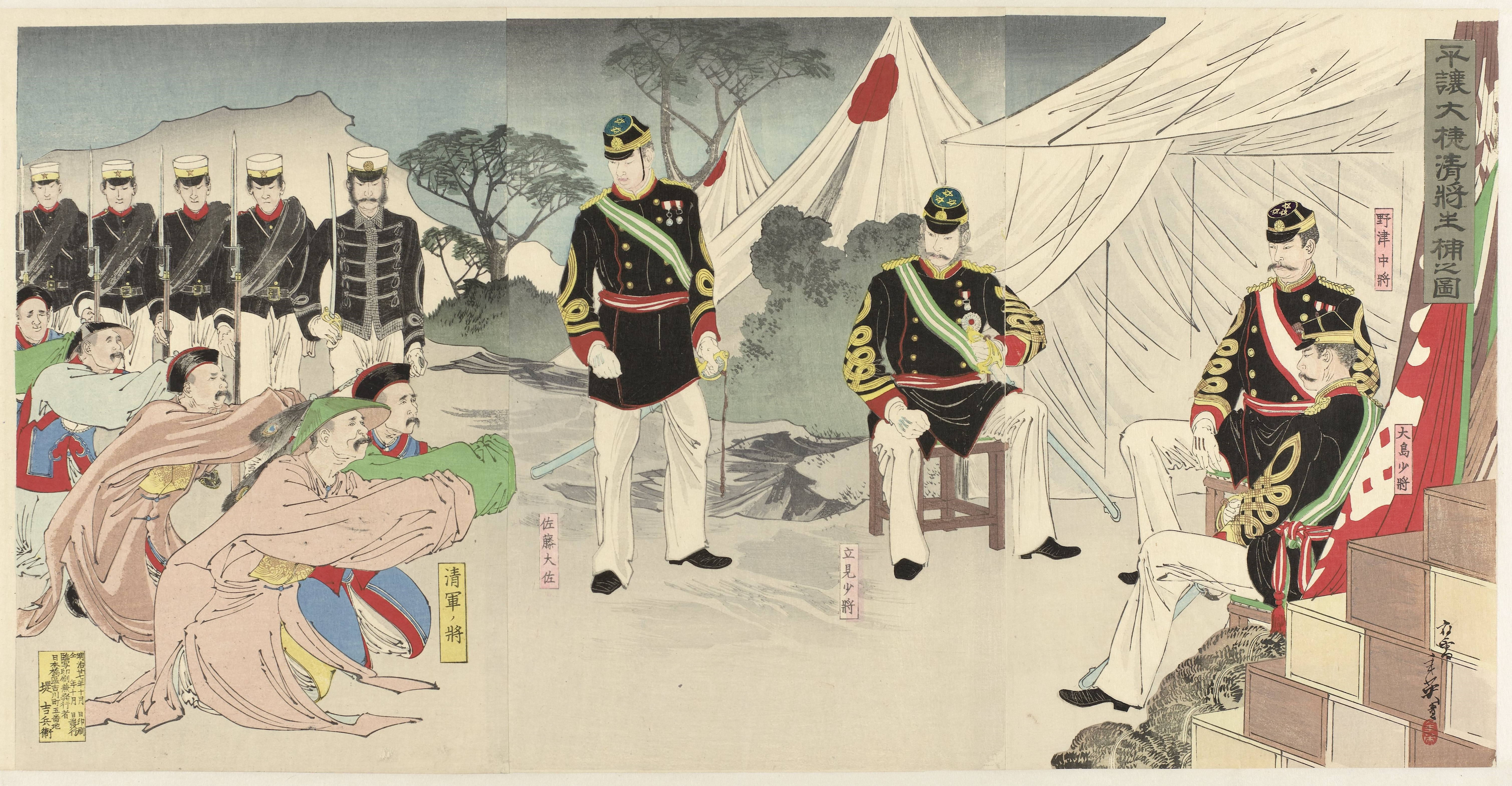
「平譲大捷清将生捕ノ図｣は1894年に描かれた。これは日本に降参し土下座をした清の政治家と、それを見ている日本軍部を表している。

日清戦争では三国干渉により、割譲された遼東半島を清に返還。戦後直後には下関条約によって日本軍は台湾に上陸したが、台湾内では混乱と反発が発生し乙未戦争が勃発、日本は再び勝利し台湾民主国は滅亡、日本が台湾を統治することになった。
世界的には、明治維新の途中から日清戦争までが大不況 (1873年-1896年)期にあたる。このときはオリエンタル・バンクが日本の外債を引き受けた。日露戦争ではシ団がロスチャイルドなどの個人銀行に変わり、その意味で幕末の方針に回帰した。

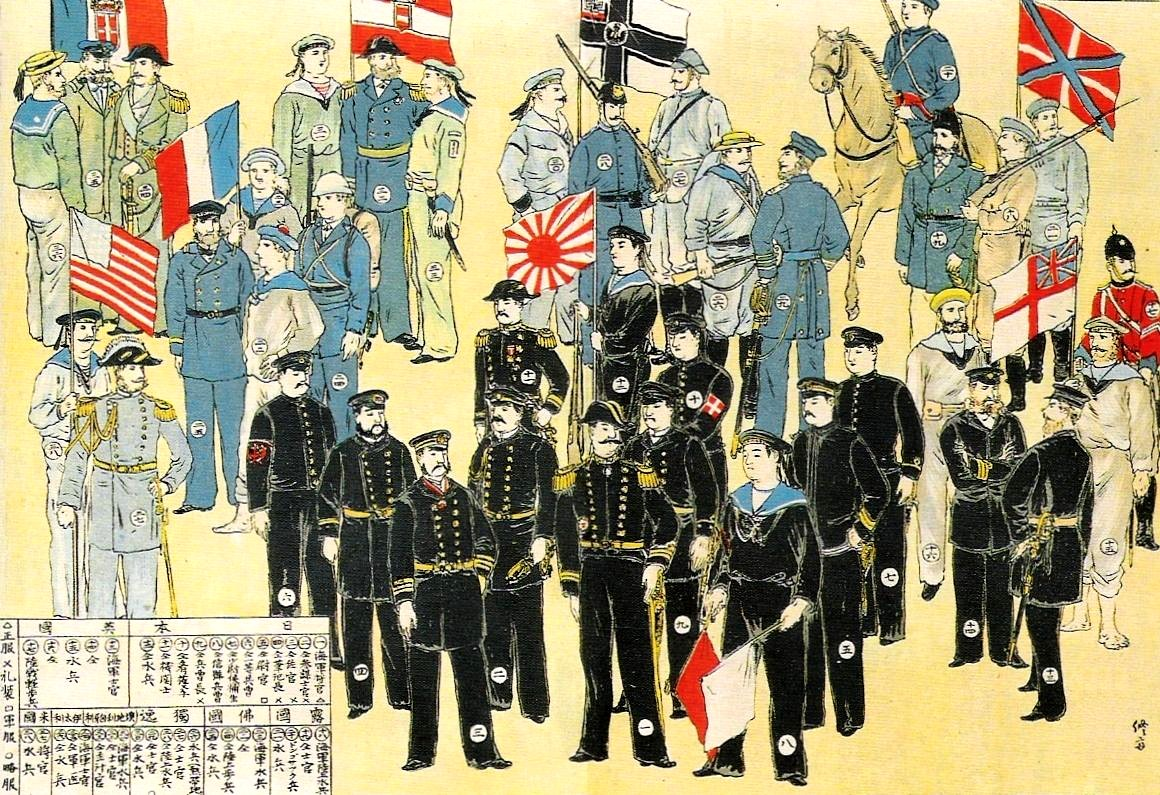
義和団の乱時の軍事大国とその軍艦旗（八カ国連合軍）。左から右へ、 イタリア、 アメリカ合衆国、 フランス、、 日本海軍、、、ロシア帝国海軍

1889年から1900年にかけて清で義和団の乱が発生、西太后は日本や西洋列強国に宣戦布告、その影響で日本は八カ国連合軍に加わり、勝利した。清に再び勝利した日本の権益は増加することになる。
1891年には日本を訪日していたロシア帝国の皇帝ニコライ二世が警備にあたっていた警察官・津田三蔵に暗殺未遂で終わる大津事件が発生した。
1904年に開戦した日露戦争ではロシア帝国側の艦隊がほぼ全滅した反面、日本側の損害は駆逐艦1大破、水雷艇数隻沈没で、主力艦は中破すらなく、ほとんど無傷であったという異例の結果を残した。
日本の勝利後、ロシア帝国から賠償金を得られず大きな負債が残ったが、ロシア帝国が清国から受領していた大連と旅順の租借権獲得、東清鉄道の一部である南満洲鉄道を獲得するなど、満洲における権益を得ることとなった。当時としては非白人国として唯一列強諸国の仲間入りをし、アジア諸国の中で唯一ほぼ全ての不平等条約改正を達成、欧米諸国と対等の国家となり、のちには「五大国」の一角をも占めることとなり、日清戦争と日露戦争に連続的に勝利したことで下関条約やポーツマス条約といった日本側が有益になる条約を締結した。
さらに大韓帝国においてロシアの脅威がなくなったことで日本は保護国化を決行する。1905年（明治38年）には第二次日韓協約締結後大韓帝国の外交権は日本に接収された。同年には韓国統監府を設立、1910年（明治43年）の日韓併合条約の締結により、大韓帝国は日本に正式に併合された。
明治末期の1912年にはスウェーデンで行われたストックホルムオリンピックに初めて出場した。これはアジア諸国で初である。

### 大正時代

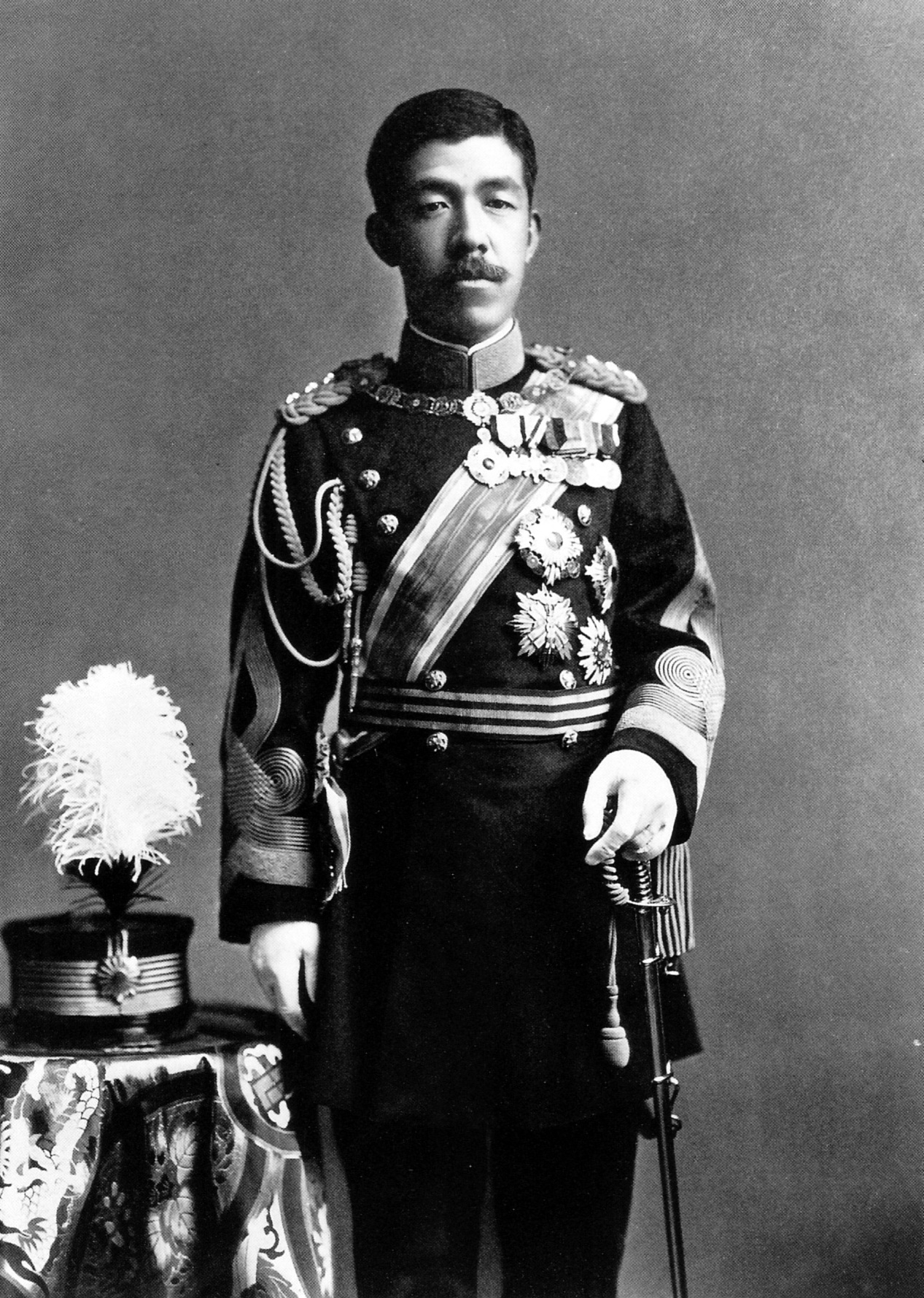
大正天皇

大正年間（1912年 - 1926年）は大正時代と呼ばれる。護憲運動を経て大衆の政治参加が進み、政党政治が確立した時期である（大正デモクラシー）。
大正時代は前後の明治や昭和戦前と比較すると平和な時代であった一方、対外強行政策や帝国主義に走る傾向自体は共通しており、大隈重信政権は1914年（大正3年）の第一次世界大戦には直接国益に関与しないにもかかわらず日英同盟を根拠に参戦。日本は連合国側に加わることになり、中央同盟国のドイツ帝国とオーストリア゠ハンガリー帝国に事実上の宣戦布告、青島戦争をはじめとする日独戦争が開戦、日本は中国の青島市を海上封鎖を実行した。
さらに同じ連合国である中華民国の袁世凱政権に対華21カ条要求を突きつけ、日中戦争の伏線となった。日本はドイツ帝国軍に次々勝利し続けていたためドイツの植民地であった中国の青島と膠州湾と太平洋地域のドイツ領を占領した。
1918年、第一次世界大戦は日本を含む連合国の勝利となった。敗戦国のドイツとオーストリア＝ハンガリーの将兵(日独戦ドイツ兵捕虜)と民間人約5,000人は全員を日本の徳島県の板東俘虜収容所、千葉県の習志野俘虜収容所、広島県の似島検疫所俘虜収容所など全国12か所に送られ、 戦後の1920年まで日本政府は収容させた。

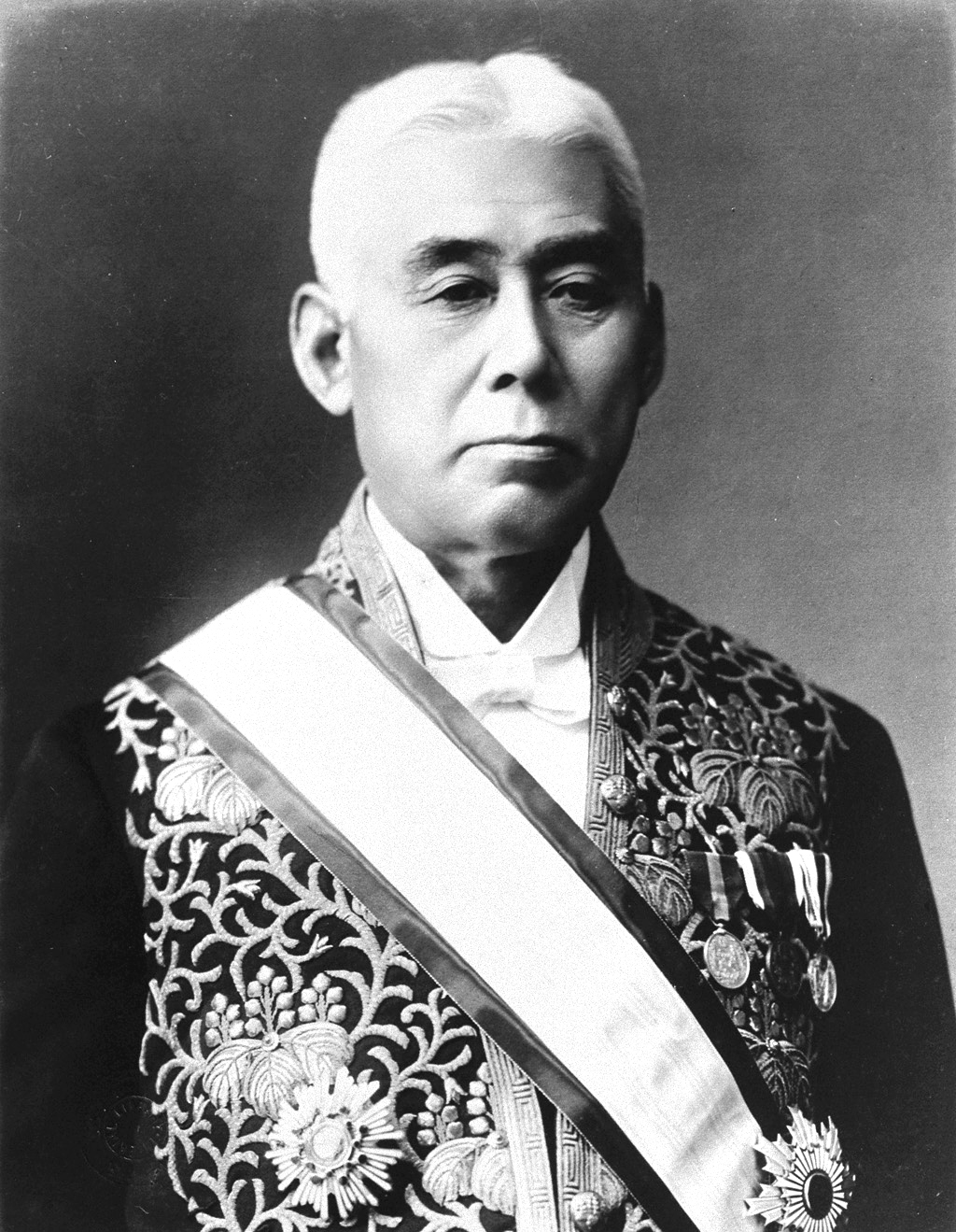
第19代原敬首相。原内閣は日本初の本格的な政党内閣となるなど、日本の政治の基礎を作り、教育政策では高等教育の拡張に力を入れた。就任中に第一次世界大戦が終戦し、戦勝国になった日本の影響力を国際社会へ高めることに成功した。

第一次世界大戦下の日本はヨーロッパ諸国のように戦火に置かれることがなかったため、民間人の死者も発生しなかった他、日本軍の戦死者や被害なども主要連合国の中で最も少なかった。その影響のため、第一次世界大戦中の日本本土では国民はいつも通りの平穏な日々が送られており、日本経済においては大戦特需と海底ケーブル需要により工業生産が激増し、日本は未曾有の好景気が続いていた（大戦景気または大正バブル景気とも言われる事がある）。資本の集積・集中を進め巨大コンツェルンを築いたり、国際カルテルに参加、さらには日本が大戦中にアジア・アフリカの輸出市場を独占、輸出関連でもオーストラリアや南米など従来未開拓であった市場でも活発化したことで日本経済は空前の好況、株式市場も活況を呈し、国民の間でも成金が続出した。

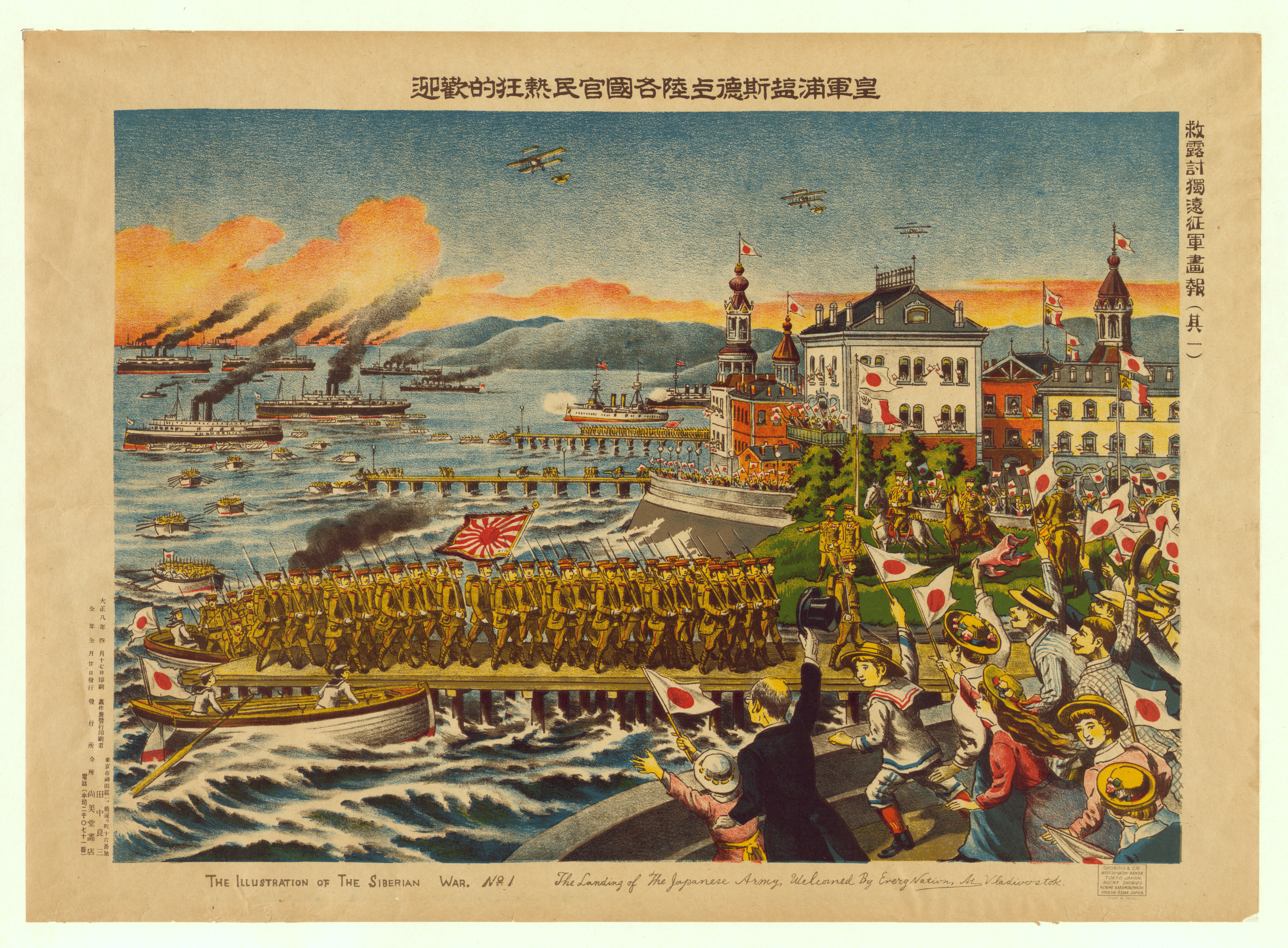
シベリア出兵を伝える日本の画報（シベリア出兵に向かう日本軍を見届ける日本国民）

1918年にはロシア帝国内でロシア革命が発生、内政干渉として共産主義の封じ込めのために、アメリカやイギリスと同調しシベリア出兵を行った。日本軍が最初にロシア帝国のウラジオストクに上陸し、続いて他国軍も到着していったが日本以外の連合国側は撤兵させた。数年後の1922年に日本も撤兵を発表。後の首相である加藤高明も「（シベリア出兵は）日本の国益に全くもたらせなかった」と発言する失敗だった。ロシア帝国は完全に崩壊、世界初の共産主義国家のソビエト連邦が誕生した。
1920年には国際平和の確保を目指す国際連盟が発足した。当時の日本は第一次世界大戦の戦勝国であると同時に経済や軍事、政治に世界的影響力のある大国であったため、国連連盟の数少ない常任理事国となった。その影響から太平洋のドイツの植民地であった南洋群島は、国際連盟からの委任を受けて日本側が統治することとなった。

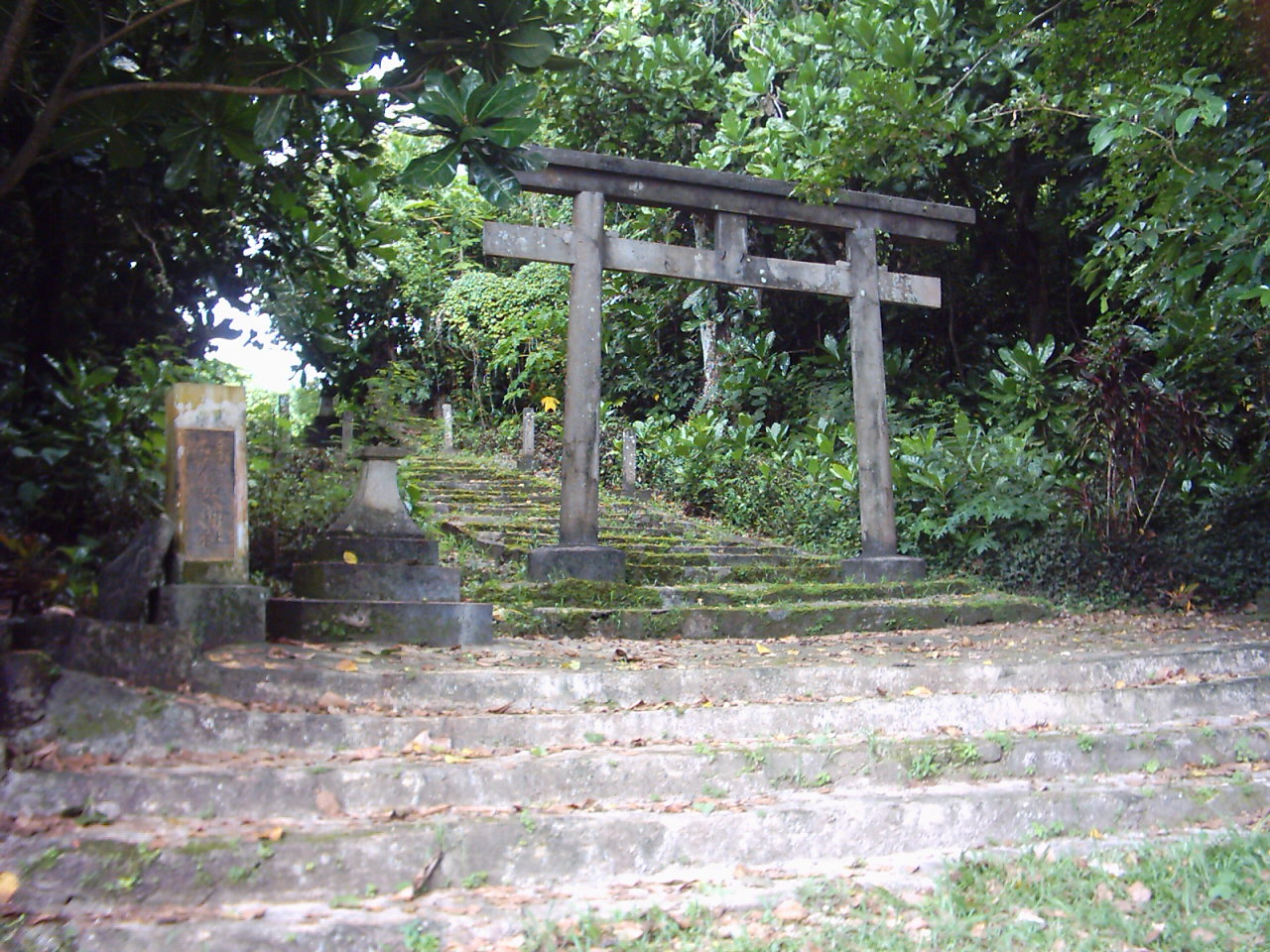
第一次世界大戦に勝利した日本は敗戦国のドイツ帝国からドイツ領だった南洋諸島を委任統治することになり、南洋諸島には南洋神社などの日本の宗教に関する建物が多数設立された（現在のパラオ共和国）。また、パラオ共和国のアンガウル州内は2022年現在でも日本語が公用語の1つになっている。

1923年には関東大震災が発生した。日本国内は経済的にも社会的にも混乱が発生し、政府は緊急勅令を発令した。
1925年（大正14年）には男子普通選挙が実現した。

1930年には第一次世界大戦の戦勝国（五大国）の一員として日本をはじめとする当時の大国（連合国）は海軍力（特に戦艦）の増強を進めたが、ロンドン海軍軍縮会議によって補助艦保有量の制限を設けた。また、四カ国条約によって日英同盟も破棄される事になった。

### 昭和時代

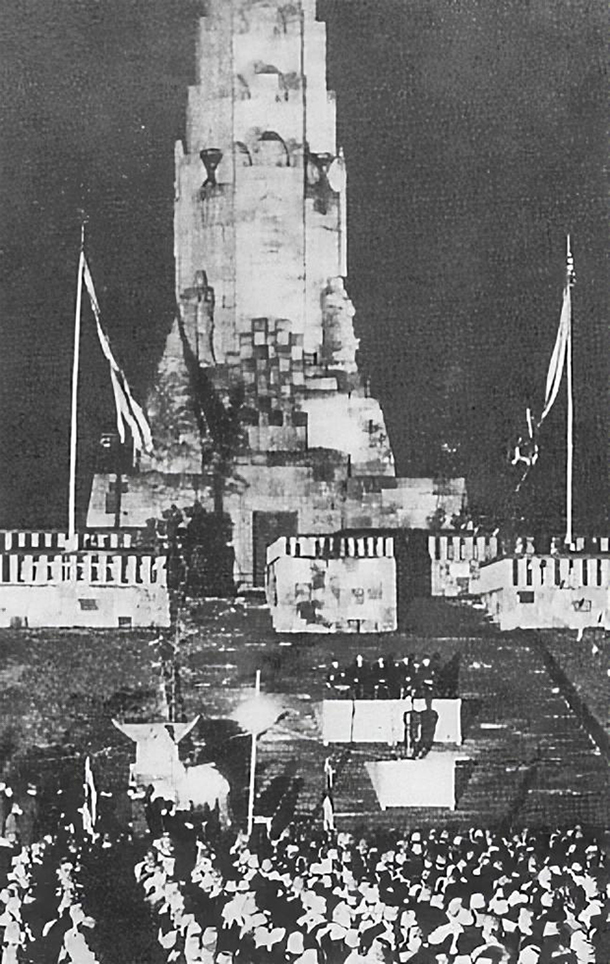
八紘之基柱竣工式

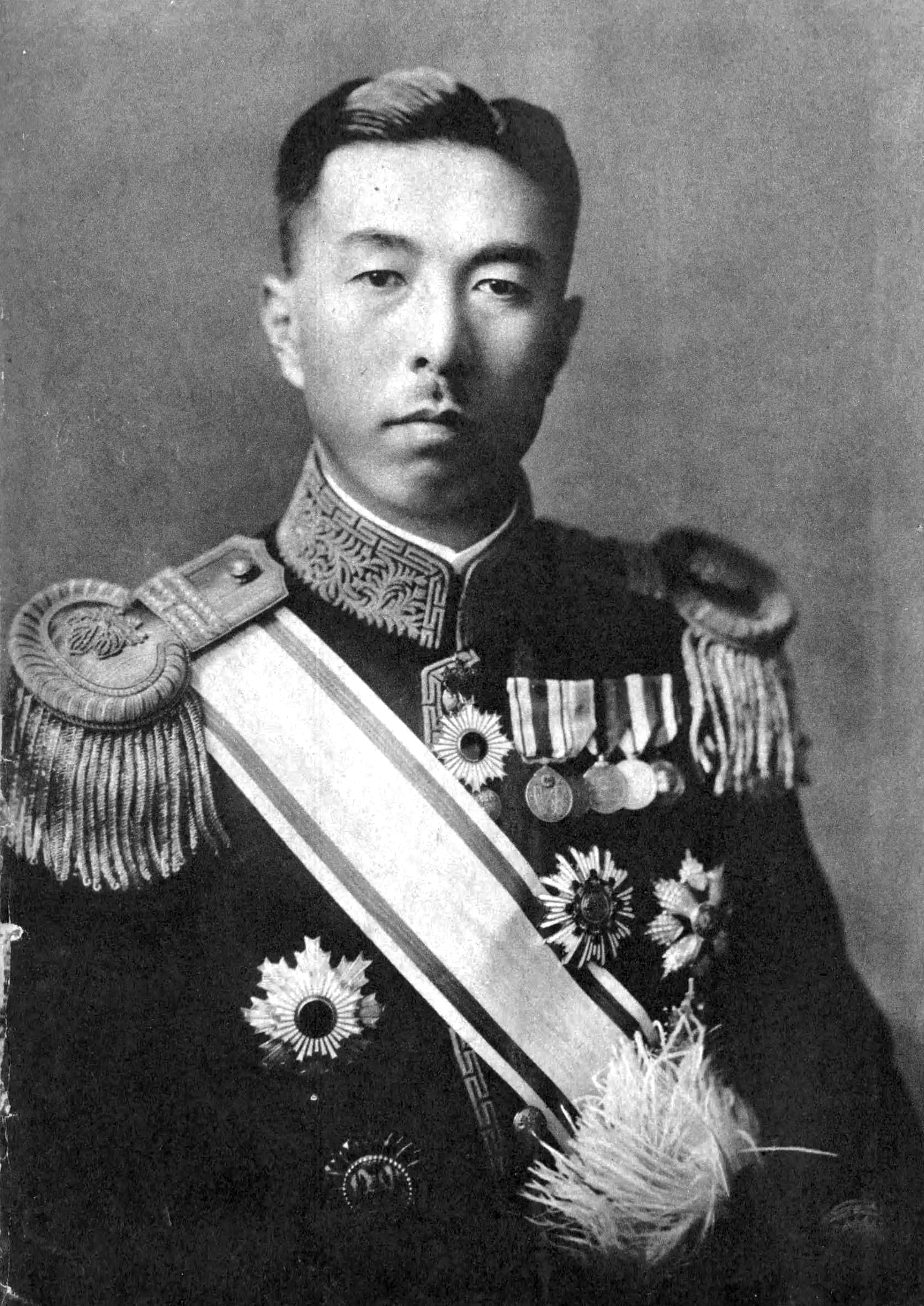
近衛文麿、大政翼賛会総裁（初代）などを歴任した。

昭和年間（1926年 - 1989年）は昭和時代と呼ばれる。
1927年（昭和2年）に昭和金融恐慌が発生。1930年（昭和5年）には、アメリカから発生した世界恐慌が日本経済を直撃し、社会不安が増加していった（昭和恐慌）。国政では二大政党の対立から統帥権干犯問題が表面化し、金解禁も失敗に終わるなど政党政治への不信感が増していた中、外地で関東軍によって満洲事変が発生、軍部への期待感が高まった。国家改造運動も強まり、1932年（昭和7年）に海軍軍人らによる五・一五事件で犬養毅首相が暗殺されると、立憲政友会が国政第一党でありながら前朝鮮総督の斎藤実が立憲民政党の協力を得て総理に就任する。斎藤内閣は塘沽協定で満洲事変を終結させた後、事変によって誕生した満洲国を承認し、それに反発する国際連盟に脱退を表明した。
1936年（昭和11年）には陸軍の青年将校による二・二六事件クーデターが発生するも鎮圧された。当時、国連から脱退していた日本は、同じく脱退していたドイツ国（ナチス・ドイツ）と日独防共協定を締結した。1937年（昭和12年）、中国の上海にて第二次上海事変が勃発し、日本は中華民国との戦争（日中戦争・支那事変）に突入する。南京戦などの地上戦に勝利、1938年（昭和13年）には重慶に対する爆撃などを実行し日本側が優勢になっていたが、国民党を支援する米英との対立が深刻化する。
1940年（昭和15年）、ナチス・ドイツ、イタリア王国と日独伊三国同盟を締結した。それと同時に日本は東京オリンピックを開催予定であったが、日本国政府は第二次世界大戦の影響で国際オリンピック委員会に返上、日本は枢軸国として参戦することになる。 
1941年（昭和16年）には仏印進駐の勝利でアメリカとの関係が決定的に悪化すると、日本はアメリカとの戦争を決断し、マレー作戦とそれに続く真珠湾攻撃でアメリカ軍を奇襲し、太平洋戦争（第二次世界大戦・大東亜戦争）に突入した。日本はアジアの植民地諸国に駐留しているイギリス軍やフランス軍に次々と勝利していき香港、ビルマ、カンボジア、インドネシア、フィリピン、イギリス領ボルネオなどを日本が占領、日本政府は皇民化教育を強制。同時期には日本軍がオーストラリアにダーウィン空襲を実行した（日本のオーストラリア空襲を参照）。 
開戦当初こそ優勢を保っていた日本軍であったが、ミッドウェー海戦以降アメリカ軍の生産力と通商破壊に次第に圧倒され、各地で敗北を重ねた。戦争末期には主要都市を軒並み戦略爆撃で焼け野原にされ、広島と長崎には世界で初めて原子爆弾が投下された。外国勢力（日本本土を攻撃したのは主にアメリカ合衆国）によって日本本土を広範囲に攻撃されるのは日本の歴史上初の事例であった。

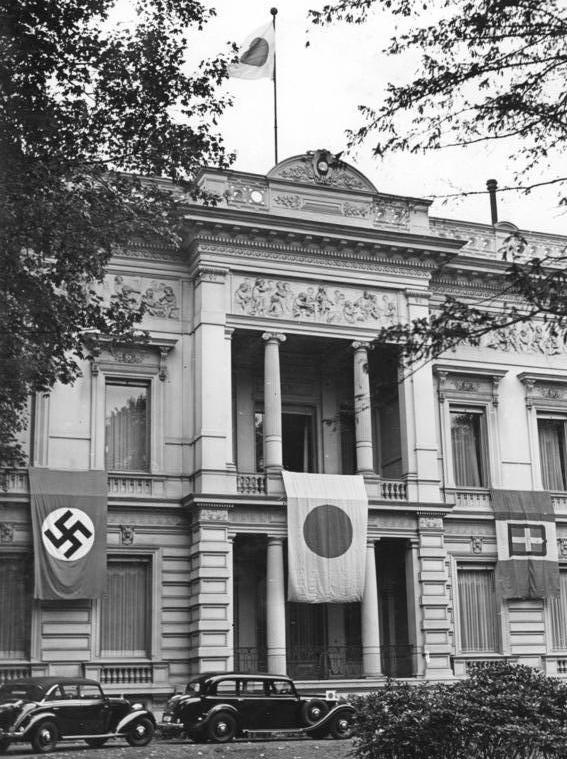
同盟締結を記念してベルリンの日本大使館に掲げられた三国の国旗（1940年9月）

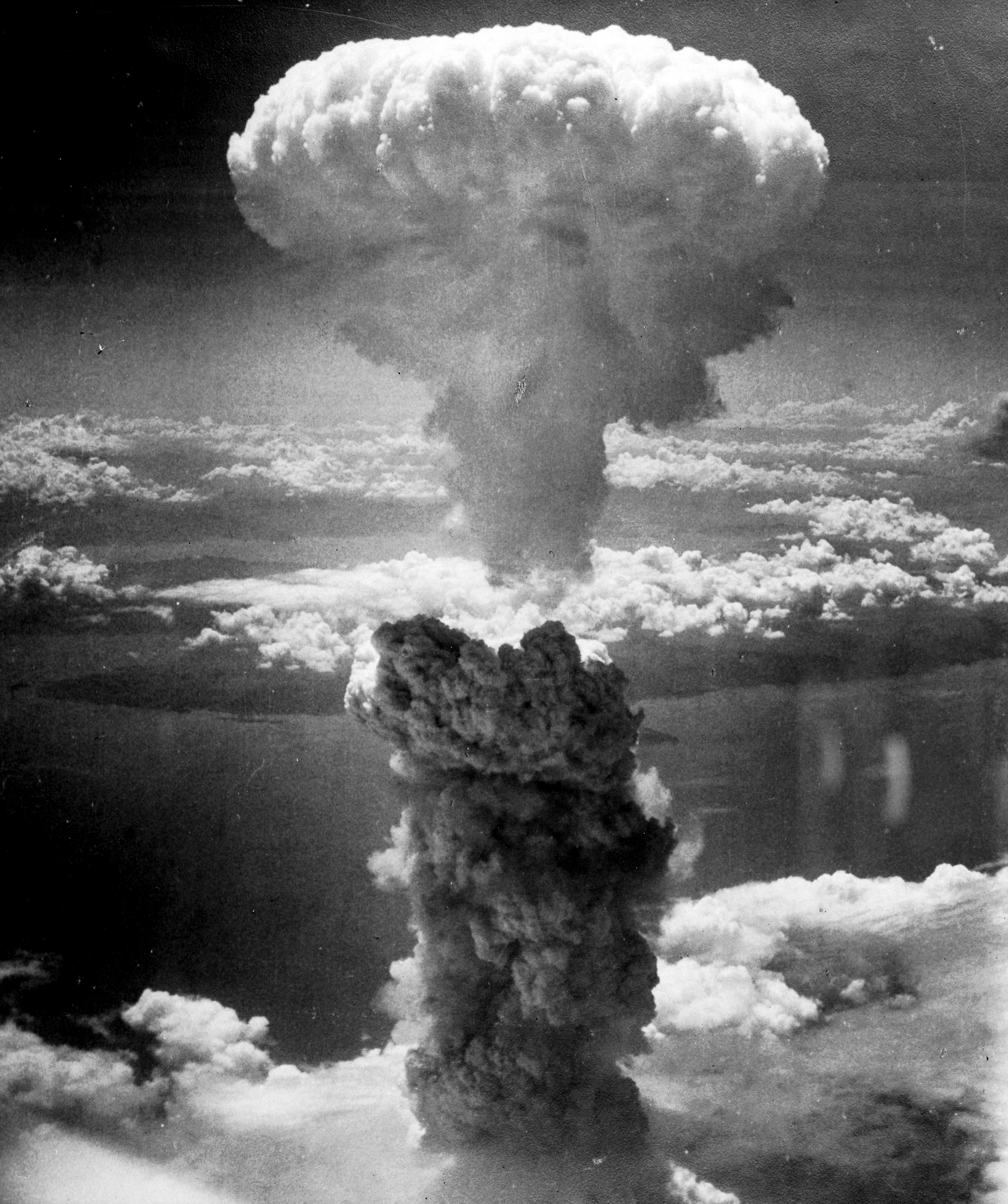
1945年8月6日に広島、同年8月9日に長崎に原子爆弾が投下された。

1945年（昭和20年）、昭和天皇の聖断により、日本はポツダム宣言を受託して敗戦を迎えた。戦後、1945年から1952年まで連合国軍最高司令官総司令部 (GHQ) に占領された。この7年間は日本の歴史上、初めて外国勢力によって軍事占領された期間である。
同じ枢軸国のドイツの占領政策と日本の占領政策とは差があり、ドイツ政府が解体され、連合国4ヶ国（イギリス、フランス、アメリカ合衆国、ソ連）による直接統治となりその影響で西ドイツ（資本主義）と東ドイツ（共産主義）という分断国家にされた。
一方、日本の占領は分断国家にはされず、日本国政府と皇室を存続したままアメリカ合衆国が間接的に占領するという間接統治を実行した（占領期間も内閣総理大臣なども存在していた）。
GHQは直ちに日本軍や皇国史観、国家神道などを解体し、占領政策に基づいた象徴天皇制、国民主権、平和主義、政教分離を定めた日本国憲法を新たに制定、大日本帝国憲法は第73条により全部改正という名目で廃止された。日本が保有していた海外の軍事基地をはじめとする植民地、占領地は全て失う事になった。例えば、台湾は国共内戦によって、中国共産党に敗北した中国国民党が統治する。朝鮮半島に関しては、南部分はアメリカ合衆国と北部分はソビエト連邦の2カ国による直接統治となった。その影響でドイツと同じく大韓民国（資本主義）と朝鮮民主主義人民共和国（共産主義）の分断国家が誕生し、後の朝鮮戦争に繋がる。また、第一次世界大戦の勝利でドイツ帝国から得た南洋諸島もアメリカ合衆国側が統治する方針になった。
「侵略戦争の経済的基盤」を無力化するために農地改革と財閥解体が断行された。解体された財閥はコンツェルンとしての形から企業グループと再び復活した。企業グループとは、アメリカ対日協議会の圧力により過度経済力集中排除法が適用されないことになった「トップのいない企業結合体」である。無力化の対象となった寄生地主制と財閥は、戦中より産業合理化の障害としても論じられていた。そこで傾斜生産方式という合理化が推進された。1952年、日本は世界銀行と国際通貨基金に加盟した。この頃は新円切替などが国民生活を脅かした。

サンフランシスコ平和条約に署名する吉田茂と日本全権委員団。

1950年代にさしかかる頃から逆コースが進展した。朝鮮戦争では占領軍の指令に基づき掃海部隊や港湾労働者を朝鮮半島に送り込むなど韓国側の支援活動を行った。この時期朝鮮特需や外債の導入により急速に戦後復興を進めた。財閥は企業グループとして形を変えて再び復活した。
1952年（昭和27年）にサンフランシスコ平和条約により主権を回復した。戦後のドイツはナチスの国旗の廃止や国歌の制限、国章の変更、戦後のイタリアも国旗と国章の変更を行ったが、日本に関しては戦前戦後と国旗・国歌・国章の変更や制限は一切されず存続することになった。同年4月28日にGHQは解体し、占領軍は権限低下と名目を変え、在日米軍（USFJ）として第二次世界大戦後の日本に駐留する唯一の外国軍になっている。
1954年（昭和29年）には防衛に特化した自衛隊が設立され事実上の再軍備となった。自民党と社会党の保革55年体制ができた翌年、日本は日ソ共同宣言と国際連合加盟を果した。
冷戦下では西側陣営として日米安全保障条約を締結した。主権回復後の日本は西側諸国の中でも特に米国寄りの立場をとったが、日本国憲法第9条を根拠に軍事力の海外派遣を行わなかった。サンフランシスコ平和条約発効直前に発生した韓国による竹島軍事占領を除き、戦後の日本は諸外国からの軍事的実力行使にさらされることが一切なかった。また国内においても共産主義等の非合法化といった強権措置は行わなかった。
1960年代、日本の国民総生産は高度経済成長を、1964年（昭和39年）にはアジア初であり、有色人種の国家としては初となる東京オリンピック・パラリンピックが昭和天皇の開会宣言によって開催された。高速道路や国際空港などインフラの整備やオリンピック景気、1965年以降はいざなぎ景気と呼ばれる好景気が発生するなど繁栄する年が長年続くこととなった。また、国内総生産（GDP）に関しては1966年（昭和41年）にフランスを、1967年（昭和42年）に英国を、1968年（昭和43年）には西ドイツをそれぞれ追い抜き、日本は先進国となった。壊滅的な敗戦から奇跡的な復興を遂げた日本は途上国のモデル国家とされた。
1970年代はニクソン・ショックとオイルショックの二重苦にもかかわらず軟着陸できたので安定成長期と呼ばれた。重化学工業から自動車・電機へと産業の主役が移る産業構造の転換が進んだ。同時に公害病問題が注目される。
そして1970年代以後北朝鮮による日本人拉致事件が起きている。
1970年（昭和45年）、大阪にて大阪万博が開催された。博覧会の名誉総裁は当時の皇太子明仁親王、名誉会長は当時の首相の佐藤栄作となった。当時では普及していなかった電気自動車や動く歩道、電動自転車などを展開するなど未来世界を作り上げたことが世界から注目され、6,422万人以上が来場し大成功を収めた。
1972年（昭和47年）、日中国交正常化と沖縄返還が行われた。同年に田中角栄内閣総理大臣は日本列島改造論を提唱した。それは高速交通網を全国に張り巡らせ、地方に病院や港湾、学校などの公共施設を次々と建てて、大都市と地方のインフラ格差を埋め、東京だけではなく地方の雇用・経済をさらに潤わせることであったが、後のオイルショックとロッキード事件で道半ばに終わる。
1973年（昭和48年）には日本をはじめアメリカ、イギリス、西ドイツ、フランスの5カ国がG5（現在のG7）を創設した。

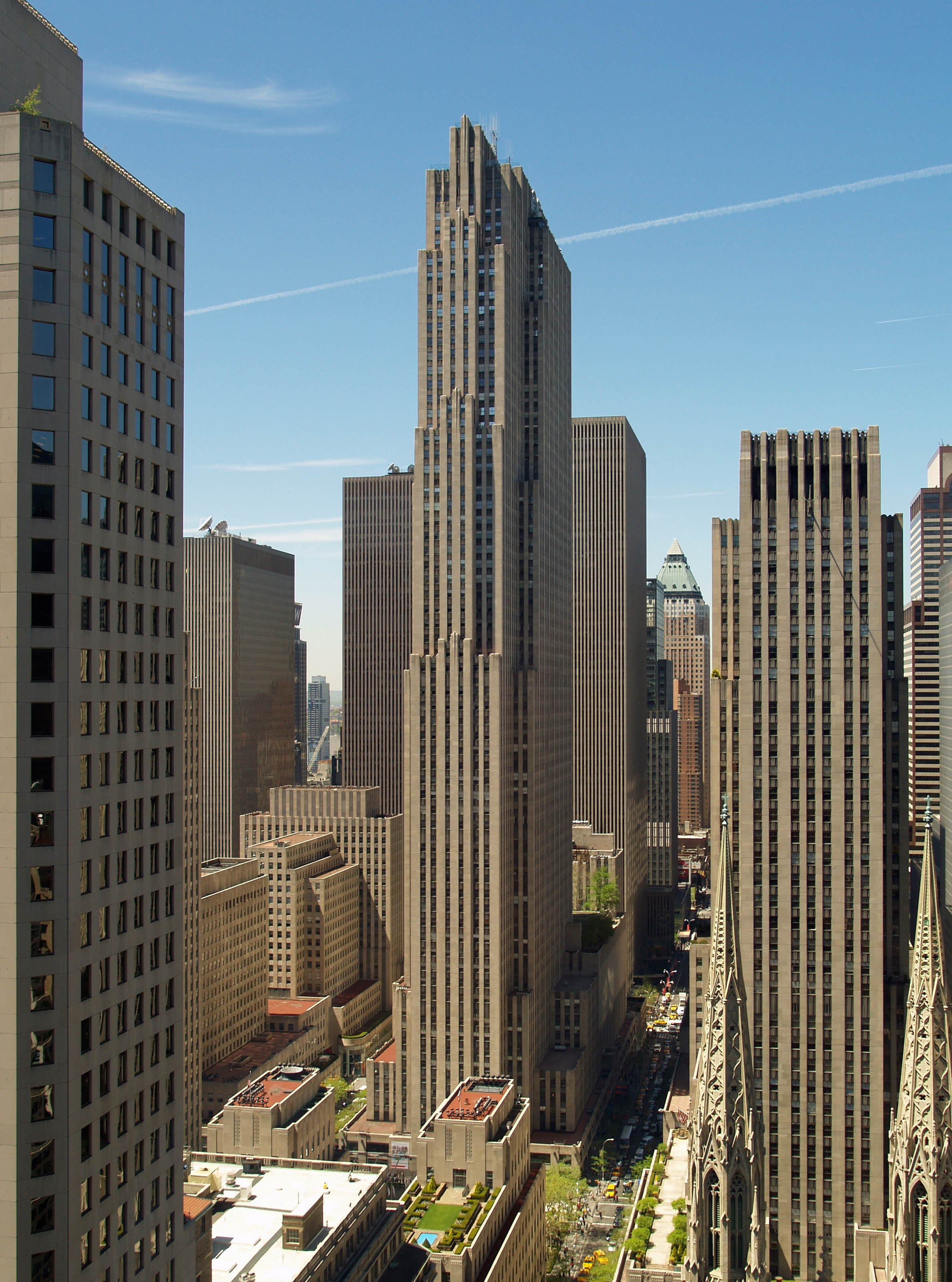
三菱地所が1,200億円で買収したロックフェラー・センター（1989年）
バブル景気中の日本企業による国外不動産（主にアメリカ企業の）買い漁りの象徴となった。

経済学者のラビ・バトラは高い成長率と一億総中流を実現した1960年代から70年代の日本経済を指して「資本主義の究極の理想に近い」と評価した。ロナルド・レーガンはGDPと軍事力で日本がアメリカを追い抜くことを覚悟した。また、日本企業の輸出攻勢は貿易摩擦をもたらした。
中曽根内閣の民営化政策が推進され始めて程なくプラザ合意がなされた。これにより円高不況が起こり、そこで行き過ぎた金融緩和がなされてリクルート事件の頃にバブル景気が到来した。1人あたりの国民所得はアメリカに次ぐ世界第2位となった。引き続き年5%-7%の高い経済成長が見込まれ、21世紀は日本の時代になるとまでいわれた（ジャパン・アズ・ナンバーワン）。日本は大規模な好景気を経験する一方、アメリカなどは経済低迷を経験していたため日米間で貿易摩擦が起きた。

### 平成時代

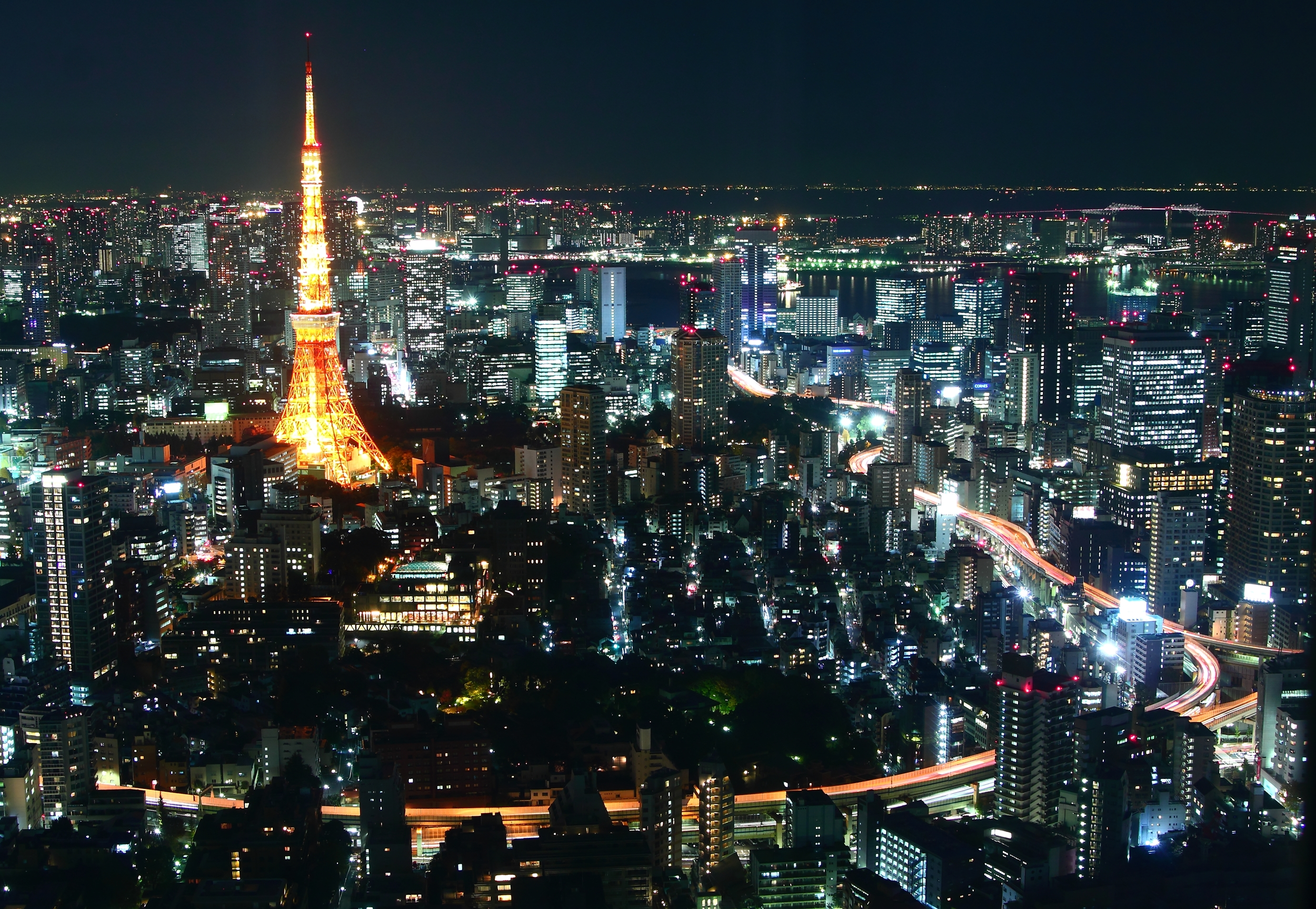
東京タワーと東京の夜景（六本木ヒルズより）

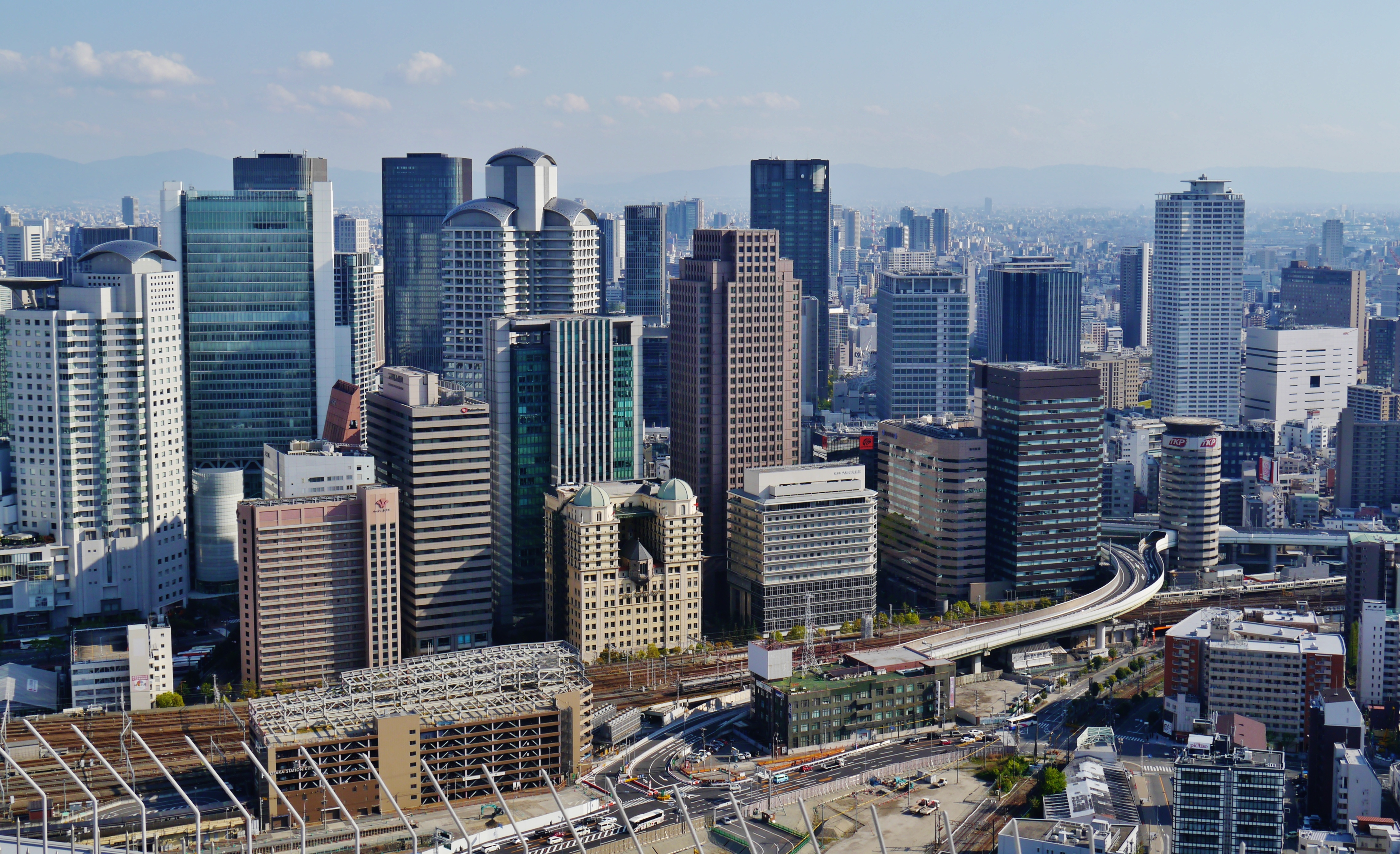
大阪市の梅田のスカイライン（梅田スカイビルより）

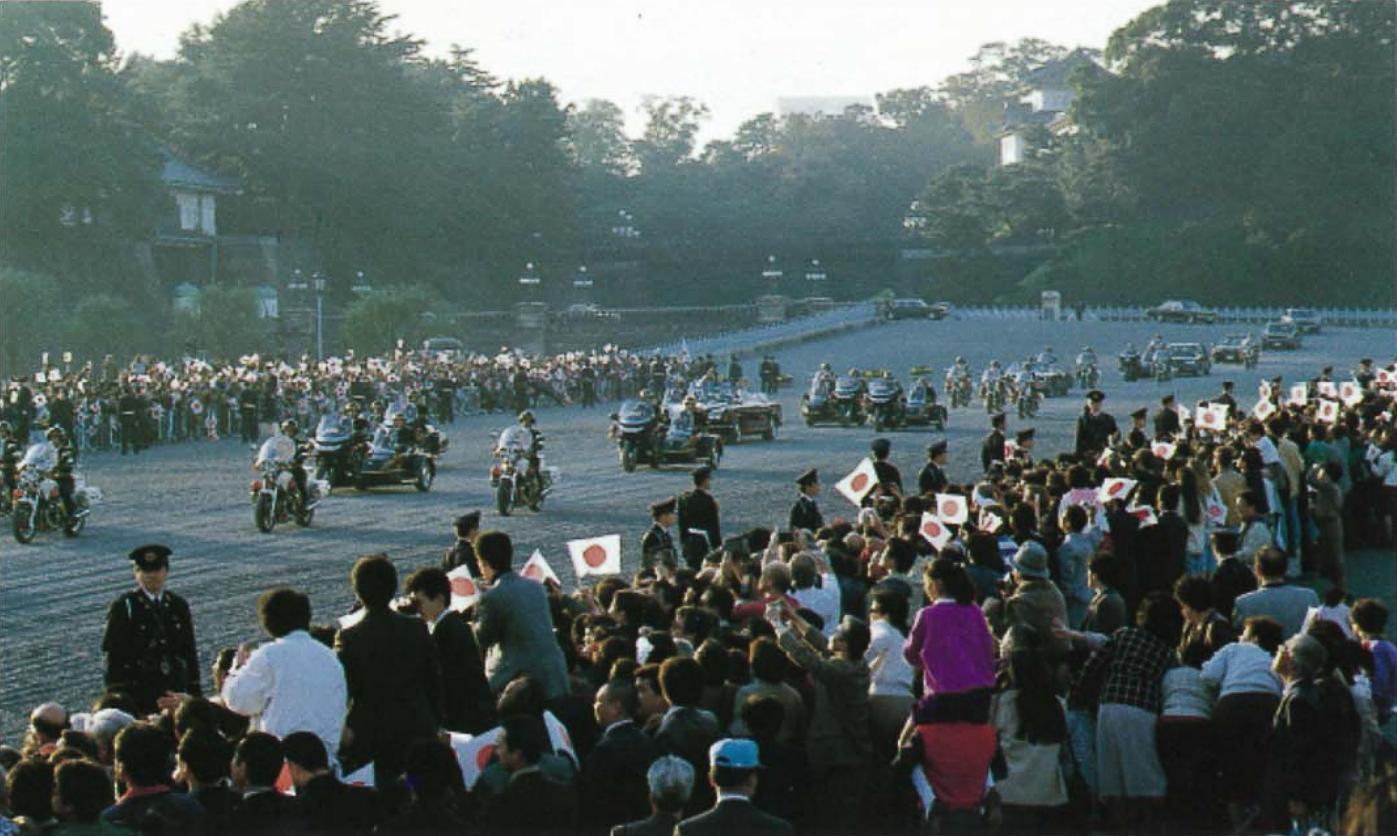
1989年（平成元年）の祝賀御列の儀のパレードには多くの国民が集まった。

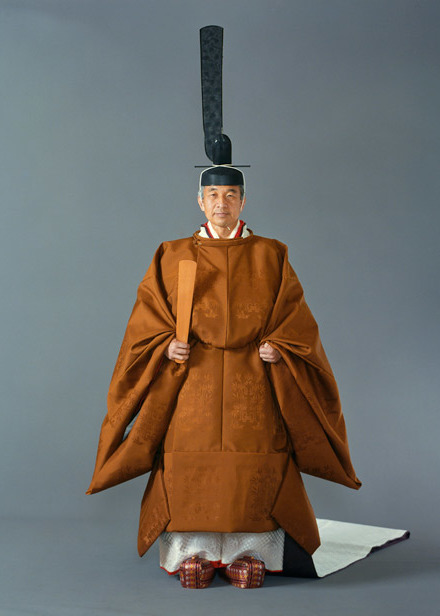
明仁

平成年間（1989年 - 2019年）は平成時代と呼ばれる。1989年1月7日の父・昭和天皇の崩御に皇室典範に基づいて皇位を継承。翌8日に元号法と政令に基づき、戦後初めて「平成」へ改元が行われた。
平成元年の1989年にはバブル景気の影響で日経平均株価が最高値になった。平成初期は、余剰家計をミューチュアル・ファンドが吸い上げてグローバルな投資活動を展開し注目を浴びた。1991年12月には共産主義の超大国のソビエト連邦が崩壊し、冷戦は日米欧などをはじめとする西側諸国（資本主義）の事実上の勝利となった。しかしながら冷戦終結と時を同じくして日本ではバブル崩壊が発生、続いて自社両党による55年体制が崩壊し、短命の非自民連立内閣が成立。その後も政界再編は続き、2009年と2012年にも政権交代が起きるなどして、1年持たない総理大臣が続出した。
昭和末期から過熱状態にあった景気は、日銀三重野康総裁の急激な金融引き締めと大蔵省の総量規制によりハードランディングがおき崩壊。その後も円高不況、アジア通貨危機、ITバブル崩壊、少子高齢化と連続した要因により、2000年代まで失われた10年と呼ばれる長い経済停滞を経験し、20年、30年と停滞が続いた。平成時代は世界的にはインターネット、パーソナルコンピューター、携帯電話・スマートフォンなどデジタル分野の発展が著しい時代であったが、日本企業は昭和末期には得意としていた電子産業分野で新興国の後塵を拝する状況となった。一方文化面では日本のサブカルチャーであるアニメ、漫画、テレビゲームなどがインターネットを介して裾野を広げ海外で興味を引くようになった。
阪神・淡路大震災・地下鉄サリン事件・東日本大震災とそれに伴う福島第一原子力発電所事故などの大規模な災害が相次いで発生し、危機管理に対する意識が高まった。
21世紀に入り、BRICSなどの新興国が台頭。日本を含む先進国の産業空洞化、債務超過、通貨危機、人口問題、影響力の低下などの傾向が顕著になり、従来世界経済において圧倒的に大きな影響力を持っていた日本や西欧・北米の先進性は崩れていった。
改革開放以降、高度経済成長を続ける中華人民共和国がイギリスやフランス、ドイツのGDPを抜き、2010年には遂に日本のGDPを超えた。それにより日本は42年振りに世界2位の経済大国という地位を中国に譲る事になった。中国・ロシア率いる東側とアメリカ率いる西側の対立が再び深刻化し、日本は再び西側陣営に組み込まれた（新冷戦を参照）。また北朝鮮とも日本人拉致問題、九州南西海域工作船事件、北朝鮮核問題、ミサイル問題などで対立が深刻化した。アメリカ政府は1994年から、日本政府に対して年次改革要望書を出した。年次改革要望書は2008年に鳩山由紀夫内閣中に日本側の申し出で破棄したがその後日米経済調和対話に移行した。安倍晋三首相は日本政府の外交方針として2007年には「日米豪印戦略対話」を、2012年には「セキュリティダイヤモンド構想」を、2016年には「自由で開かれたインド太平洋戦略」を世界各国に提唱した。
平成時代は日本が最前線で関与する戦争はなかった。平成の30年間において、国民の約80%はとても平和な時代であったという回答がある。一方、平成時代に日本は後方活動において軍事的に再び海外に進出するようになった。2003年にイラク戦争が勃発しアメリカ軍がイラク共和国に勝利すると、多国籍軍は占領を開始。イラクにおける人道復興支援活動及び安全確保支援活動の実施に関する特別措置法が公布され、日本も有志連合の一員としてイラクに自衛隊が派遣された。これは日本国政府の目的によるとイラクの国家再建を支援するためであるとされる。日本クウェート地位協定に基づきクウェートのアリ・アル・サレーム空軍基地内に自衛隊は長期駐留した。
2009年にはアフリカのソマリアに出現する海賊を対処（ソマリア沖海賊の対策部隊派遣）を行うために日本は北大西洋条約機構率いるオーシャン・シールド作戦（多国籍軍）に参加した。2011年にはアフリカのジブチ共和国内に日本政府とジブチ共和国政府が共に日本ジブチ地位協定を締結し自衛隊専用の海外基地を設立するなど国際派遣を強化したが、国内から批判の声もあった。

東京スカイツリーは世界で最も高さが高い電波塔であり、ドバイのブルジュ・ハリファに次ぐ世界で2番目の高さを誇る建造物である。2012年に完成した事により平成を代表する建物になっている。

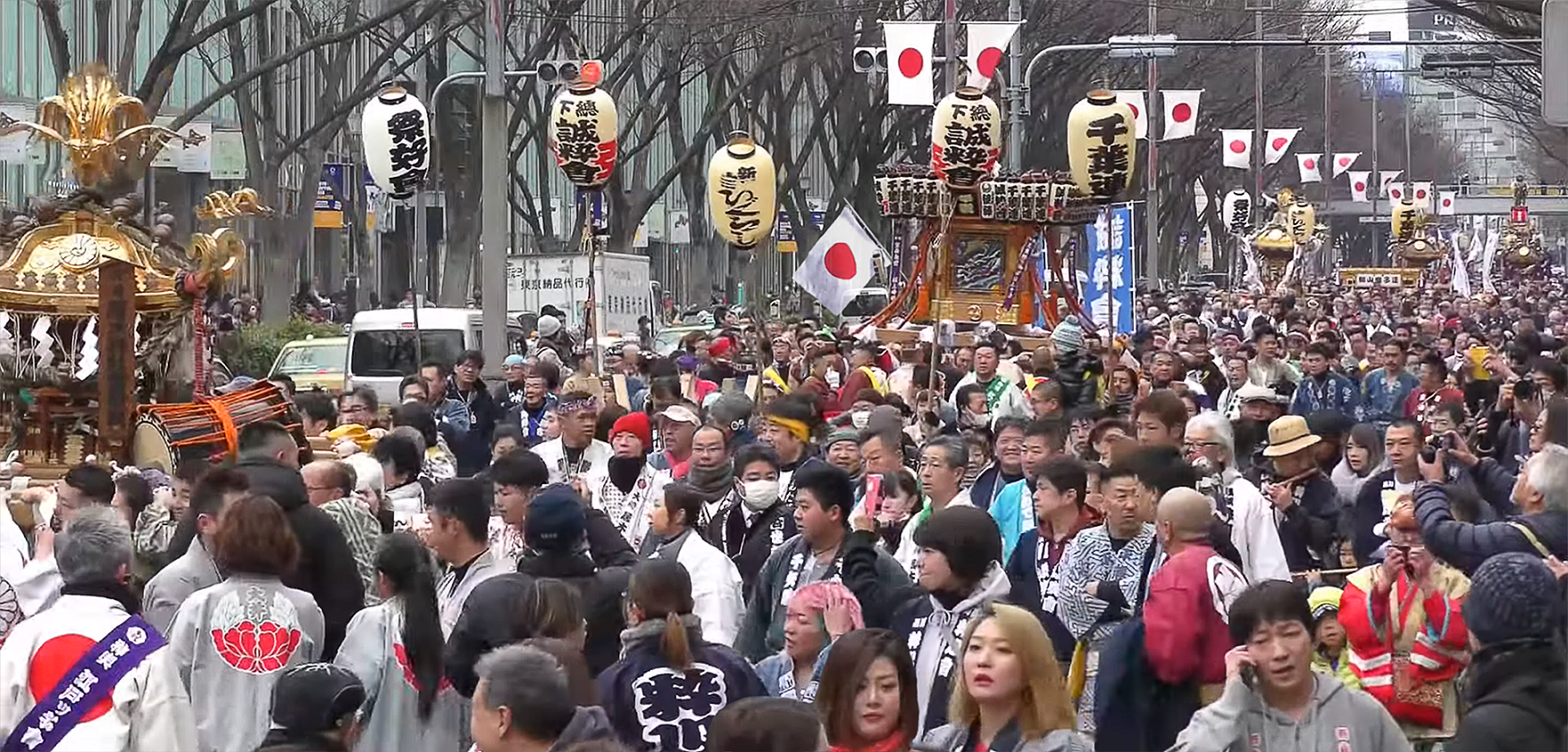
平成時代最後の建国記念の日（2019年2月11日）

日本は少子化により人手不足に陥っており、平成末期には人工知能・自動運転・ロボットなどの新技術が人間の負担を軽減することが期待されるようになった。また宇宙開発では2003年10月1日には日本の航空宇宙3機関、文部科学省宇宙科学研究所（ISAS）・独立行政法人航空宇宙技術研究所（NAL）・特殊法人宇宙開発事業団（NASDA）が統合されて宇宙航空研究開発機構が設立された。
1993年には日本が自ら提案し、アフリカ連合諸国、世界銀行と共にアフリカ開発会議を日本国政府の主導型として定期的に主催させるようになった。1998年、 20世紀最後の冬季オリンピックとして長野オリンピックが天皇の開会宣言によって開催された。
日本は国際捕鯨委員会（IWC) に「RMP」の運用を提案したが、国際捕鯨委員会はRMPの実施についての会議を引き延ばし15年も続いた。
2019年4月1日に新たな元号｢令和｣を発表した。4月30日には天皇の退位等に関する皇室典範特例法の施行に伴い、この日を以って第125代天皇明仁が退位（譲位）。午後5時から退位礼正殿の儀（退位の礼の中心儀式で国事行為たる儀式）が行われた。5月1日午前0時に令和元年となった。
天皇の生前退位は光格天皇以来202年ぶりで一世一元の制となった明治以降かつ憲政史上初めてのことであった。

### 令和時代

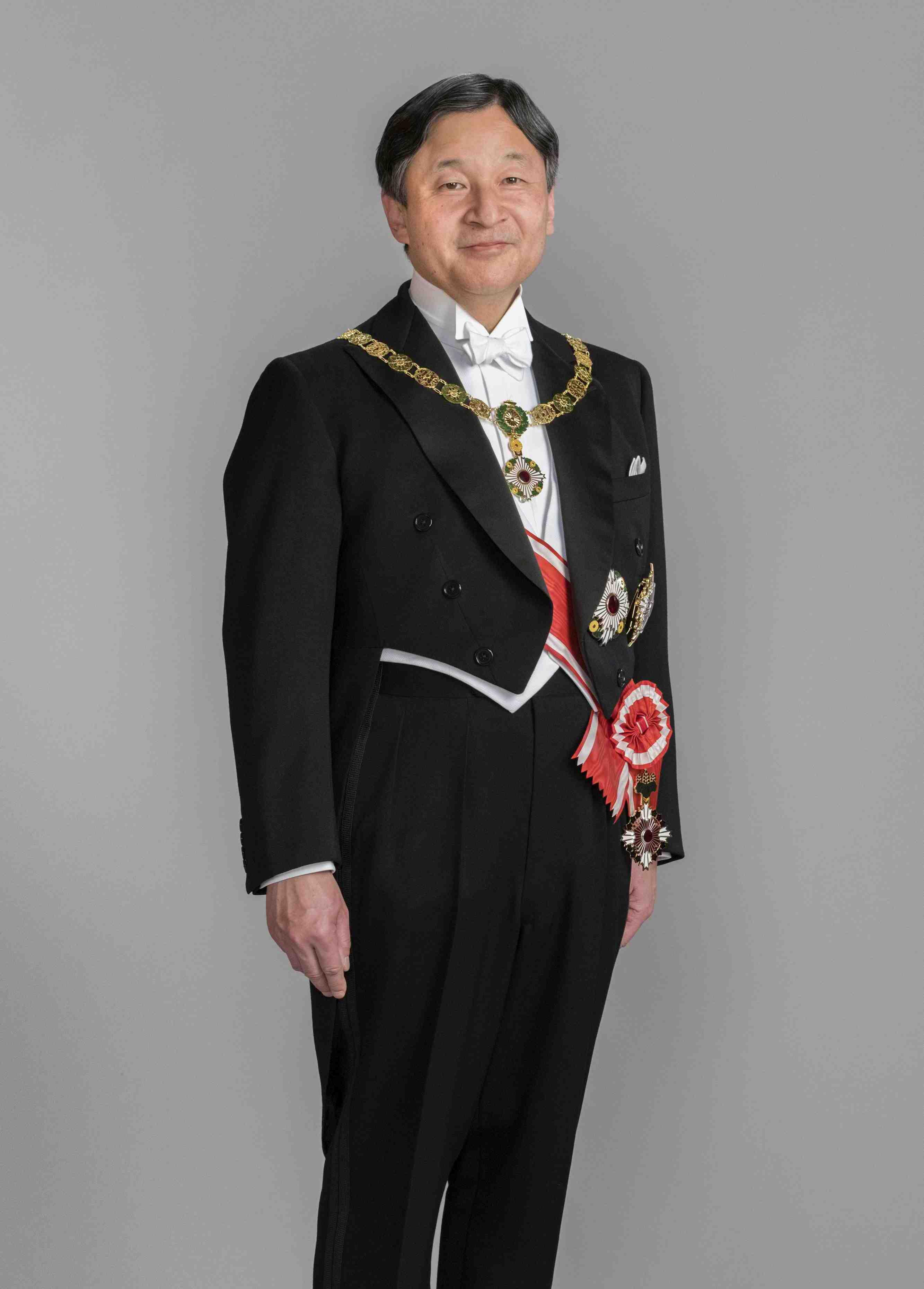
徳仁

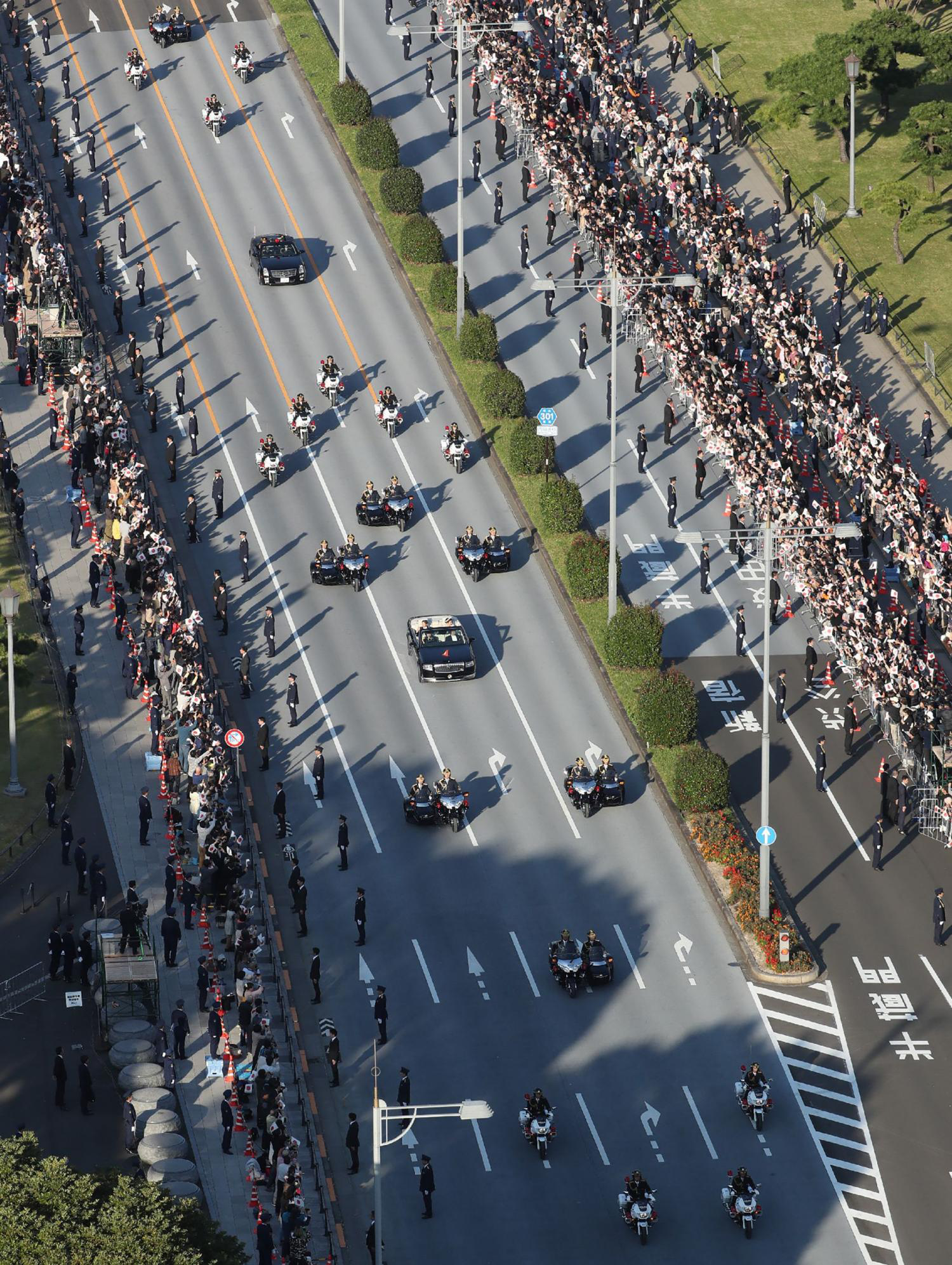
令和の祝賀御列の儀（2019年11月）。平成と同様に多くの日本国民が集まった。平成の30年間で日本のインターネット産業が急発達していたため、儀式の模様はNHK及び民放各テレビ・ラジオ局にて全世界で生中継された他、YouTube Liveやニコニコ生放送などでライブストリーミング配信も行われた。日本国内のインターネットにおける生中継で他の番組の視聴率を超える中継となった。

令和年間は（2019年 - 現在）は令和時代と呼ばれている。元号法並びに「元号を改める政令 (平成三十一年政令第百四十三号)」に基づいて、即位の日に「令和」と改元された。 同年10月22日には即位礼正殿の儀、11月10日には祝賀御列の儀を行った。 御料車（オープンカー）でパレードを行った。政府や皇室などは当初予想されていた以上に全国から国民が集まり、そして多大なる支持を示したことにより皇后雅子がパレード中に感極まって涙を流した。
令和時代には日本上空で北朝鮮によるミサイル発射実験が行われている。
2018年12月に日本は国際捕鯨委員会（IWC)　の脱退を通告し、2019年6月に脱退した。データや資金を日本に依存していた国際捕鯨委員会は大打撃を受けた。日本はオブザーバーとして会議に参加している。
2019年12月に中国・武漢で発生した新型コロナウイルス感染症が2020年に日本にも到来。安倍晋三首相は諸外国のようなロックダウン（都市封鎖）は実行しないものの緊急事態宣言を発令した。経済、政治、そして何より国民生活に大きな動揺を与えている。9月には安倍晋三首相が辞任、通算在職日数が歴代最長となった。
2020年5月には日本国政府が宇宙作戦隊（事実上の宇宙軍）を設立した。
2021年、新型コロナウイルス感染症の世界的流行により1年延期されていた東京オリンピック・パラリンピックが今上天皇の開会宣言によって開催された。オリンピックのメダル受賞数で日本は世界3位という日本のオリンピック史上最も多くのメダルを獲得するという結果を残した。
第49回衆議院議員総選挙では自由民主党が衆議院の過半数の議席を獲得した。第26回参議院議員通常選挙では自由民主党が参議院の第1党の地位を維持した。
2月24日、ロシアがウクライナに全面侵攻し、岸田文雄首相はウクライナのウォロディミル・ゼレンスキー大統領に人道と装備の支援を発表とロシア及びウラジーミル・プーチン及び関連のある家族や側近、ロシア財閥のオリガルヒと侵攻に関与した疑いがあるベラルーシ共和国全土に前例のないほどの経済制裁、資産凍結と国際銀行間通信協会への排除の制裁行っている。また、防衛省は軍事的支援を行う事を発表した。4月、日本国政府は在日ロシア連邦大使館の外交官ら複数人を国外追放した。
第50回衆議院議員総選挙にて、自由民主党・公明党の合計議席は過半数を下回った。

## 歴史認識・歴史叙述
日本においては、漢字が導入された古代から歴史認識および歴史叙述の展開が見られた。中世には歴史物語の盛行により庶民層にも国家単位の歴史認識が流布する。近世には合理的・実証的な歴史研究が民間に広がり、近代には西欧から近代的歴史観が本格的に導入された。また戦前では日本神話が全て正史であると教育されていたため弥生以前の研究をするのはタブーであるという風潮があった。